# Evolutionspsykologi
Evolutionär psykologi eller evolutionspsykologi (EP) är ett teoretiskt perspektiv inom psykologin som tittar på kognition och beteende ur ett modernt evolutionärt perspektiv. Målet är att identifiera mänskliga psykologiska adaptioner som utvecklades för att hantera specifika problem som våra förfäder ställdes inför under evolutionen. Inom ramverket är psykologiska egenskaper och mekanismer antagligen funktionella produkter av det naturliga och sexuella urvalet, biprodukter som följde med funktionella adaptioner, eller ”noise” (till exempel slumpmässiga mutationer eller extrema miljöförändringar med mera, som påverkat den evolutionära processen).
Ett adaptionistiskt tänkande är vanligt inom evolutionär biologi när man tittar på fysiologiska mekanismer, så som till exempel hjärtat, lungorna och levern. Evolutionärpsykologer applicerar samma sätt att tänka men för psykologi, de argumenterar för att på samma sätt som hjärtat utvecklades för att pumpa blod, och levern för att avgifta kroppen, så finns det en modularitet i vårt sinne där olika psykologiska mekanismer utvecklades för att hantera olika adaptiva problem. Evolutionärpsykologer anser att mycket av det mänskliga beteendet helt enkelt är en output av psykologiska adaptioner som utvecklades för att hantera specifika problem i människans uråldriga miljö. Till exempel rovdjur, att få tag på föda, att undvika sjukdomar, konkurrens inom gruppen, konkurrens mellan grupper och föräldraskap.
En del evolutionärpsykologer argumenterar för att evolutionsteorin kan bidra till ett fundamentalt, metateoretiskt ramverk som integrerar all annan psykologi på samma sätt som evolutionär biologi utgör en ram för all biologi.
Evolutionärpsykologer anser att ett beteende eller en egenskap som existerar universellt för alla människor oavsett kultur, är goda kandidater för att vara evolutionära adaptioner. Detta inkluderar förmågan att förstå andras känslor, att skilja släktingar från icke släktingar, att identifiera och attraheras av hälsosammare partners och att samarbeta med andra. Forskningsresultat rörande mänskligt socialt beteende visar universalitet relaterat till barnadråp, intelligens, äktenskapstendenser, promiskuitet, uppfattning angående attraktivitet och föräldrainvestering i avkomma. Teorierna och empirin från evolutionär psykologi har tvärvetenskapligt applicerats på flera håll inom akademin, till exempel inom ekonomi, miljöpolitik, juridik, management, psykiatri, politik och litteratur.

## Omfattning

### Grundläggande principer
Evolutionär psykologi är ett tillvägagångssätt som ser den mänskliga naturen som en produkt av en universell uppsättning utvecklade psykologiska anpassningar till återkommande problem våra förfäders miljö. Förespråkare föreslår att evolutionspsykologin försöker integrera psykologin i resten av naturvetenskapen, förankra den i den organiserande biologiska teorin (evolutionsteorin), och därmed förstå psykologi som en gren av biologin. Antropologen John Tooby och psykologen Leda Cosmides säger:
”Evolutionary psychology is the long-forestalled scientific attempt to assemble out of the disjointed, fragmentary, and mutually contradictory human disciplines a single, logically integrated research framework for the psychological, social, and behavioral sciences – a framework that not only incorporates the evolutionary sciences on a full and equal basis, but that systematically works out all of the revisions in existing belief and research practice that such a synthesis requires.”
Precis som mänsklig fysiologi och evolutionär fysiologi har arbetat för att identifiera fysiska anpassningar av kroppen som representerar "mänsklig fysiologisk natur", så är syftet med evolutionär psykologi att identifiera utvecklade emotionella och kognitiva anpassningar som representerar "mänsklig psykologisk natur". Steven Pinker säger att evolutionärpsykologin "inte en enda teori utan en stor uppsättning hypoteser" och han säger även att evolutionärpsykologin har kommit att hänvisa till ett speciellt sätt att tillämpa evolutionsteori på sinnet, med tonvikt på anpassning, selektion på gennivå och modularitet. Evolutionspsykologi antar en förståelse av sinnet som är baserad på ”the computational theory of mind”. Den beskriver mentala processer som beräkningsoperationer, så att till exempel en rädslereaktion beskrivs som härrörande från en neurologisk beräkning som matar in perceptionsdata, t.ex. en visuell bild av en spindel, och matar ut lämplig reaktion, t.ex. rädsla för möjligen farlig djur. Enligt detta synsätt är all domängenerell inlärning omöjlig på grund av den kombinatoriska explosionen (the combinatorial explosion). Evolutionspsykologi specificerar domänen som problemet med överlevnad och reproduktion.
Medan filosofer i allmänhet har ansett att det mänskliga sinnet inkluderar breda förmågor, såsom förnuft och lust, beskriver evolutionära psykologer utvecklade psykologiska mekanismer som snävt fokuserade för att hantera specifika frågor, som att upptäcka free-riders eller välja partners. Disciplinen ser den mänskliga hjärnan som omfattande många funktionella mekanismer som kallas psykologiska adaptioner eller utvecklade kognitiva mekanismer/ kognitiva moduler, designade genom det naturligt urvalet. Exempel inkluderar språkinlärningsmoduler, mekanismer för att undvika incest, mekanismer för upptäckt av free-riders, intelligens och könsspecifika parningspreferenser, att få tag på föda, mekanism för att spåra ingruppsmedlemmar, agentdetekteringsmekanismer med fler. Vissa mekanismer, benämnda domänspecifika, hanterar återkommande adaptiva problem under loppet av människans evolutionära historia. Domängenerella mekanismer, å andra sidan, föreslås för att hantera nya uppkomna evolutionära problem.
Evolutionspsykologi har sina rötter i kognitiv psykologi och evolutionär biologi men bygger också på beteendeekologi, artificiell intelligens, genetik, etologi, antropologi, arkeologi, biologi och zoologi. Det är nära kopplat till sociobiologi, men det finns viktiga skillnader mellan dem, inklusive betoningen på domänspecifika snarare än domängenerella mekanismer, relevansen av mätningar av aktuell ”fitness”, vikten av missmatchningsteori och psykologi snarare än beteende.
Nikolaas Tinbergens fyra frågekategorier kan bidra till att tydliggöra skillnaderna mellan flera olika, men kompletterande, typer av förklaringar. Evolutionär psykologi fokuserar främst på "varför?"-frågor, medan traditionell psykologi fokuserar på "hur?"-frågor.
|                                                                                       |                                                                          | Sekventiellt vs. statiskt perspektiv                                                                | |
| Historisk/utvecklingsmässig Förklaring av aktuell form i termer av en historisk följd | Nuvarande Form Förklaring av den aktuella formen av arter                | | |
| Hur vs. varför frågor                                                                 | Proximativt Hur en enskild organisms strukturer fungerar                 | Ontogeni Utvecklingsförklaringar för förändringar hos individer, från DNA till deras nuvarande form | Mekanism Mekanistiska förklaringar till hur en organisms strukturer fungerar                                         |
| Hur vs. varför frågor                                                                 | Evolutionärt Varför en art utvecklade de strukturer (adaptioner) den har | Fylogeni Historien om utvecklingen av sekventiella förändringar i en art under många generationer   | Adaption En artegenskap som utvecklats för att lösa ett reproduktions- eller överlevnadsproblem i en förfäders miljö |

### Premisser
Evolutionspsykologi bygger på flera grundläggande premisser
1. Hjärnan är en informationsbehandlingsenhet, och den producerar beteende som svar på externa och interna inputs.[5][6]
2. Hjärnans adaptiva mekanismer formades av naturligt och sexuellt urval.[5][6][11]
3. Olika neurologiska mekanismer är specialiserade för att lösa problem som funnits i mänsklighetens evolutionära förflutna.[11][5][6]
4. Hjärnan har utvecklat specialiserade neurologiska mekanismer som designades för att lösa problem som återkom under hela evolutionen, vilket ger moderna människor ”stenålderssinnen”.[5][17]
5. De flesta processer i hjärnan är omedvetna; och de flesta mentala problem som är till synes lätta att lösa är egentligen mer komplexa och hanteras omedvetet av komplexa neurologiska mekanismer.[5][18]
6. Människans psykologi består av många specialiserade mekanismer, var och en känslig för olika typer av information eller input. Dessa mekanismer kombineras för att producera manifest beteende.[6][11]

## Historia
Den evolutionärpsykologiska historien började med Charles Darwin, som sa att människor har sociala instinkter som utvecklats av det naturella urvalet. Darwin´s arbete inspirerade därefter psykologer som William James och Sigmund Freud men för majoriteten av 1900-talet fokuserade psykologer mest på behaviorism och proximala förklaringar för mänskligt beteende. Edward O. Wilsons banbrytande bok Sociobiology (1975), syntetiserade nya teoretiska framsteg inom evolutionsteori för att förklara socialt beteende hos djur, inklusive människor. Jerome Barkow, Leda Cosmides och John Tooby gjorde termen ”evolutionär psykologi” populär i deras bok år 1992 The adapted mind: Evolutionary Psychology and The Generation of Culture.

### 1800-talet
Efter Charles Darwins betydelsefulla arbete i att utveckla teorin om den naturella selektionen, ägnade han sina sista år i livet till att studera djurs känslor och psykologi. Han skrev två böcker år 1871; The Descent of man, och Selection in Relation to Sex. År 1872 skrev han The expression of the emotions in man and animals som relaterade till ämnen som kan relateras till evolutionär psykologi. Han introducerade teorier angående ”group selection och ”kin selection” för att förklara altruism. Darwin funderade över varför människor och djur så ofta är generösa till sina gruppmedlemmar. Han drog slutsatsen att medan generositet minskar fitness för en individ, så ökar det det total fitness för hela gruppen. Detta innebär att altruism uppstod på grund av konkurrens mellan grupper. Följande citat, från Darwins Origin of Species, tolkas ofta av evolutionära psykologer som en indikation på att han förebådar fältets framväxt:
"I en avlägsen framtid ser jag öppna fält för mycket viktigare forskning. Psykologi kommer att baseras på en ny grund, den nödvändiga förvärvandet av varje mental kraft och kapacitet genom gradering."
—  Darwin, Charles (1859).  The Origin of Species

### 1900-talet
Darwins Teori inspirerade William James funktionalistiska approach till psykologi. Kärnan i hans teori var ett system av ”instikter”. James skrev att människor hade många instinkter, till och med fler än andra djur. Han sa, att dessa instinkter, kunde åsidosättas av erfarenhet och av varandra, eftersom många av instinkterna faktiskt var i konflikt med varandra.  
I sin Evolutionary Psychology Primer noterar Tooby och Cosmides James perspektiv och citerar även honom:
"Vi inser inte att "normalt" beteende alls behöver förklaras. Denna "instinktblindhet" gör studiet av psykologi svårt. För att komma förbi detta problem föreslog James att vi skulle försöka få det "naturliga att verka konstigt":
Det krävs ... ett sinne som är utsvävat av att lära sig att bära processen att få det naturliga att verka konstigt, så långt att man frågar om varför varje instinktiv mänsklig handling. Enbart för metafysikern kan sådana frågor uppstå som: Varför ler vi när vi är nöjda och inte stirrar? Varför kan vi inte prata med en folkmassa när vi pratar med en enda vän? Varför vänder en viss jungfru vårt förstånd så upp och ner? Den gemene mannen kan bara säga: Självklart ler vi, naturligtvis hjärtklappar vårt hjärta vid åsynen av folkmassan, visst älskar vi jungfrun, den vackra själen klädd i den perfekta formen, så påtagligt och flagrant gjord för all evighet älskade!
Och så, förmodligen, känner varje djur om de särskilda saker som det tenderar att göra i närvaro av särskilda föremål. ... För lejonet är det lejoninnan som är gjord för att bli älskad; till björnen, hon-björnen. För den ruggiga hönan skulle antagligen föreställningen tyckas monstruös att det skulle finnas en varelse i världen för vilken ett bo med ägg inte var det helt fascinerande och dyrbara och aldrig-att-bli-för-mycket-satt-på-objektet som det är. till henne.
Så vi kan vara säkra på att, hur mystiska vissa djurs instinkter än kan verka för oss, kommer våra instinkter att framstå som inte mindre mystiska för dem. (William James, 1890)
De anser att William James hade rätt angående evolutionär psykologi. Att framställa det naturliga som onaturligt är i sig själv onaturligt.
Enligt Noam Chomsky kan den anarkistiska filosofen Pjotr Kropotkin eventuellt vara grundaren av evolutionär psykologi då han i sin bok Mutual Aid: A Factor of Evolution (1902) argumenterar för att mänsklig instinkt till samarbete och altruism kan ses som härstammande från evolutionär adaption.
William McDougall gjorde en referens till evolutionär psykologi i sin bok An Introduction to Social Psychology(1919) där han sa: "It is only a comparative and evolutionary psychology that can provide the needed basis (for psychology); and this could not be created before the work of Darwin had convinced men of the continuity of human with animal evolution as regards all bodily characters, and had prepared the way for the quickly following recognition of the similar continuity of man’s mental evolution with that of the animal world." (p. 16)".

### Efter andra världskriget
Medan Darwins teorier angående det naturliga urvalet fick en ökad acceptans under den första halvan av 1900-talet, blev hans teorier angående evolutionär psykologi i stort sett ignorerade. Endast efter det andra världskriget, på 1950-talet, ökade intresset för ett systematiskt studerande av djurs beteende. Det var under denna period som den moderna etologin växte fram. Konrad Lorenz och Nikolaas Tinbergen var pionjärer inom utvecklandet av det teoretiska ramverket för etologi, vilket ledde till att de fick ett nobelpris år 1973.

### Sociobiologi
År 1975 byggde E.O. Wilson vidare på arbetet från Lorenz och Tinbergen genom att kombinera studier av djurs beteende, socialt beteende och evolutionär teori i sin bok Sociobiology: The new Synthesis. Wilson inkluderade ett kapitel om mänskligt beteende. Hans applicering av evolutionär analys på mänskligt var dock inte helt utan upprörda reaktioner.
Genom publiceringen av Sociobiology hade evolutionärt tänkande för första gången en uppenbar närvaro inom psykologin. E.O. Wilson argumenterade för att forskningsfältet evolutionär psykologi essentiellt är samma sak som ”mänsklig sociobiologi”.
Edward H. Hagen skriver i The Handbook of Evolutionary Psychology att sociobiologi, trots det kontroversiella i att applicera den på människor är: "one of the scientific triumphs of the twentieth century." "Sociobiology is now part of the core research and curriculum of virtually all biology departments, and it is a foundation of the work of almost all field biologists". Sociobiologisk forskning på icke mänskliga organismer har ökat dramatiskt och syns konsekvent i världens mest respekterade tidskrifter som Nature och Science. Den mer generella termen beteendeekologi används vanligen som ett substitut för termen sociobiologi då sociobiologi fått ett dåligt rykte av dess kritiker.

### Modern användning av termen ”evolutionär psykologi”
Termen evolutionär psykologi användes av den amerikanska biologen Michael Ghiselin i en artikel skriven år 1973. Jerome Barkow, Leda Cosmides och John Tooby gjorde termen evolutionär psykologi populär i sin bok år 1992 The Adapted mind: Evolutionary Psychology and The Generation of culture. Termen förkortas ibland till ”EvoPsych”, evo-psch”, EP etc.
I kontrats till sociobiologi och beteendeekologi, betonar evolutionärpsykologer att organismer är ”adaption executioners” snarare än ”fitness maximizers”. I andra ord så har organismer emotionella, motivationsbaserade och kognitiva adaptioner som generellt ökade organismens fitness under dess evolution, men adaptionen behöver inte göra det idag. Denna skillnad kan förklara vissa maladaptiva beteendet som är ett resultat av "fitness lags" mellan uråldriga och moderna miljöer. Till exempel har människor utvecklat sug efter mat som innehåller fett, socker och salt samt förmågan att bygga upp reserver då man får i sig ett överskott. Denna förmåga har varit fundamentalt viktig för vår överlevnad, men i dagens samhälle där dessa finns tillgängliga i obegränsat utbud leder adaptionen istället till hälsoproblem för oss (se vidare superstimulus).
Även, i kontrast till sociobiologi och beteendeekologi (som framförallt studerar icke-mänskliga djurs beteenden), snarare än att fokusera på det explicita beteendet som de gör, så försöker EP att identifiera underliggande psykologiska adaptioner (inkluderat emotionella, motivationsdrivna och kognitiva mekanismer), och även hur dessa mekanismer interagerar med moderna mänskliga miljöer samt mänsklig utveckling för att producera beteenden hos människor.
Innan 1990 pratade knapp introducerande läroböcker inom psykologi knappt på Darwin. På 1990-talet blev evolutionärpsykologin betraktad som en utkantsteori och läroböckernas bevakning var semifientlig. Men idag har det förändrats och evolutionärpsykologer idag anser att läroböckernas täckning är att betrakta som neutral och balanserad.
Närvaron som evolutionsteorin har inom psykologin är stabil och ökande. Idag anser dess förespråkare att evolutionärpsykologin numera ockuperar en central del inom den psykologiska vetenskapen, i riktning till hur det ser ut med evolutionsteorin inom biologin.

## Den teoretiska grunden för evolutionär psykologi
Det teoretiska fundamentet för evolutionär psykologi är de generella och de specifika teorierna som förklarar de ultimata ursprunget till psykologiska egenskaper, detta i evolutionära termer. Teorierna har sitt ursprung med Charles Darwin´s forskargärning, inkluderat hans spekulation angående ett evolutionärt ursprung till människans sociala instinkter. Modern evolutionär psykologi må tilläggas är dock endast möjlig på grund av framsteg som gjort inom evolutionsteorin på 1900-talet.
Evolutionärpsykologi säger att det naturliga urvalet har försett människan med flera psykologiska adaptioner, på liknade sätt som den bidragit till människans anatomiska och fysiologiska adaptioner. På samma sätt som för adaptioner generellt, anses psykologiska adaptioner vara specialiserade till den miljö där organismen utvecklades, på engelska ”The environment of evolutionary adaptedness (EEA). Sexuell selektion leder ger organismen adaptioner relaterade till parning. För manliga däggdjur, som har relativt snabb reproduktionsförmåga, leder det sexuella urvalet till anpassningar som hjälper dem att konkurrera om honorna. För kvinnliga däggdjur som har en relativt långsam reproduktionshastighet, leder det sexuella urvalet till att de tvingas välja mer eftertänksamt, vilket hjälper honor att välja partners av högre kvalitet. Charles Darwin beskrev både naturellt och sexuellt urval, men han förlitade sig på ”group selection” för att förklara utvecklingen av altruistiskt beteende. Men ”group selection” är en svag förklaring, för i en grupp visar det sig att i en grupp kommer mindre altruistiska individer att bli mer troliga att överleva vilket evolutionärt gör grupper mindre altruistiska.
1964 föreslog William D. Hamilton ”inclusive fitness theory”, som betonar en gencentrerad syn på evolution. Hamilton noterade att individer kan öka replikeringen av sina gener till nästa generation genom att hjälpa nära släktingar med vilka de delar gener att överleva och fortplanta sig. Enligt ”hamiltons regel”, kan ett självuppoffrande beteende utvecklas om det hjälper nära släktingar så mycket att det kompenserar för den individuella förlusten av fitness (Om det blir en nettovinst för generna när man tagit vinst för gener i släktingar minus  gener för individen själv). Inclusive fitness theory löser frågan angående hur ”altruism” utvecklades. Andra teorier förklarar också utvecklingen av altruistiskt beteende, evolutionär spelteori, tit-for-tat reciprocity (ömsesidighet) och generell ömsesidighet. Teorierna förklarar inte bara evolutionen av altruistiskt beteende, utan redogör också för fientligheten mot fuskare/ free-riders (individer som utnyttjar och drar fördel av andras altruism).
Flera evolutionsteorier på mellannivå hjälper den evolutionära psykologin. r/K selection theory föreslår att vissa arter blomstrar genom att ha flera avkommor medan andra följer strategin att ha färre avkommor men göra en betydligt större investering i varje. Här följer människor den andra strategin.  Parental investment Parental investment theory förklarar hur investeringen av tid, energi och resurser som en föräldrar allokerar till en avkommor påverkas av den potentiella vinsten och kostnaden för deras egen reproduktiva framgång. Detta leder till att den reproduktiva strategin och beteendet hos män och kvinnor har skiljt sig under evolutionen på grund i dess olika roller i att producera avkomma. Detta förklarar även varför könsskillnader uppstått mellan män och kvinnor. Enligt Triver-Willard hypotesen tenderar föräldrar i goda förhållanden att investera mer i söner (som är mer benägna att utnyttja goda förhållanden på grund av deras förmåga en högre kvantitet i fortplantningen), medan föräldrar med sämre möjligheter tenderar att investera mer i döttrar (som generellt har en högre framgång även i dåliga förhållanden). Enligt life history theory utvecklar djur genom evolutionen livshistorier som matchar deras miljöer, livshistorierna bestämmer till exempel ålder vid första reproduktion och antal avkommor. Dual inheritance theory (DIT), även kallat gene-culture coevolution theory eller biocultural evoluton, hävdar att gener och mänsklig kultur är integrerat, med gener som påverkar utvecklingen av kultur och kultur i sin tur påverkar mänsklig evolution på en genetisk nivå. DIT kan jämföras med  Baldwin effekten, som beskriver hur inlärda beteenden eller egenskaper blir alltmer medfödda genom naturligt urval, vilket så småningom leder till genetiska förändringar av en art.
Kritiker av evolutionspsykologin har ibland utmanat denna teoretiska grund och sagt att människor aldrig utvecklat kraftfulla sociala instinkter genom naturligt urval och att evolutionära hypoteser bara är ”just so stories”.

### Allmän evolutionsteori
På samma sätt som att evolutionsteorin grunden för biologin som man alltid måste förhålla sig till så är evolutionsteorin även grunden för evolutionär psykologi. Evolutionspsykologer använder i första teorierna rörande naturligt urval, sexuellt urval och inclusive fitness för att förklara evolution och psykologiska adaptioner
Evolutionär psykologi kan ses som mer än bara en underdisciplin till psykologin utan som en metateoretisk ram där hela psykologin kan undersökas.

#### Naturligt urval
Evolutionspsykologer anser att Charles Darwins teori om det naturliga urvalet är viktigt för att förstå psykologi. Naturligt urval sker på grund av att enskilda organismer som är genetiskt bättre lämpade för den nuvarande miljön lämnar mer avkomma, och deras gener sprids genom populationen, vilket förklarar varför organismer passar in så bra i deras naturliga miljöer. Denna process är långsam och kumulativ, där nya egenskaper lägger sig i lager över äldre. De fördelar som skapas av naturligt urval kallas adaptioner. Evolutionspsykologer säger att djur, på samma sätt som att de utvecklar fysiska adaptioner, även utvecklar psykologiska adaptioner.
Evolutionspsykologer betonar att naturligt urval oftast genererar specialiserade adaptioner, som är mer effektiva än allmänna än generella adaptioner. De poängterar att det naturliga urvalet fungerar långsamt, och att anpassningar ibland är inaktuella nr miljön förändras snabbt. När det gäller människor säger evolutionärpsykologer att mycket av den mänskliga naturen formades under stenåldern och kanske inte matchar vår samtida miljö.

#### Sexuellt urval
Det sexuella urvalet gynnar egenskaper som ger parningsfördelar, såsom påfågelns svans, även om dessa egenskaper kan vara ett hinder. Evolutionspsykologer påpekar att, till skillnad från naturligt urval, leder sexuellt urval vanligtvis till utvecklingen av könsskillnader. Könsskillnader gör vanligtvis fortplantningen snabbare för det ena könet och långsammare för det andra, i vilket fall det är relativt partners för könet med snabbare fortplantning. Sexuellt urval gynnar egenskaper som ökar antalet partners för det snabba könet och som ökar kvaliteten för det långsamma könet. För däggdjur har honor den långsammare reproduktionshastigheten. Hanar utvecklar vanligtvis antingen egenskaper för att hjälpa dem bekämpa andra män eller egenskaper för att imponera och attrahera honor. Honor utvecklar vanligtvis förmågor för att urskilja hanarnas egenskaper, såsom att vara mer kräsna (choosiness) vid parning.

### Inkluderande fitness (Inclusive fitness)
Inclusive fitness, föreslaget av William D. Hamilton, betonade ett ”genperspektiv” på evolutionen. Hamilton noterade att det som evolutionen i slutändan väljer ut är gener, inte grupper eller arter. Ur detta perspektiv kan individen öka replikeringen av sina gener till nästa generation, inte bara direkt via reproduktion, utan även genom att indirekt hjälpa nära släktingar som de delar gener med att överleva och fortplanta sig. Allmän evolutionsteori, i sin moderna form, är i huvudsak inkluderande fitnessteori.
Inkluderande fitnessteori löste frågan angående hur ”altruism” utvecklades. Den dominerande pre-Hamilton-uppfattningen var att altruism utvecklades genom gruppurval (group selection). Föreställningen att altruism utvecklades till gruppens fördel. Problemet med detta var att om en organism i en grupp ådrog sig en kostnad i fitness på sig själv till förmån för andra i gruppen (d.v.s. agerade altruistiskt), då skulle den organismen minska sin egen förmåga att överleva och/eller fortplanta sig, och därav minska sina chanser att före vidare sina altruistiska egenskaper till nästa generation.
Dessutom skulle den organism som gynnades av den altruistiska handlingen och bara agerade för sin egen fitness öka sina chanser att överleva och/eller fortplanta sig, och därmed öka sina chanser att föra sina ”egoistiska” gener vidare. Inkluderande fitness löste ”problemet med altruism” genom uppvisandet att altruism kan utvecklas via anhörigurval (kin selection) vilket uttrycks genom Hamiltons regel:
kostnad < släktskap × nytta
Med andra ord kan altruism utvecklas så länge som fitnesskostnaden för den altruistiska givaren är lägre än (graden av genetiskt släktskap) x (fitnesvinsten för mottagaren). Detta perspektiv återspeglar vad som kallas den gen-centriska synen på evolution och det förklarar varför gruppselektion är en mycket svag selektiv kraft.

### Teoretiska grunder
| Systemnivå                                                 | Problem | Författare                                                              | Grundläggande idéer | Exempel anpassningar |
| ---------------------------------------------------------- | --- | ----------------------------------------------------------------------- | --- | --- |
| Individuellt                                               | Hur man överlever? | Charles Darwin (1859), (1872)                                           | Naturligt urval (eller "överlevnadsurval") Organismens kropp och sinne består av utvecklade adaptioner utformade för att hjälpa organismen att överleva i en viss ekologisk miljö (till exempel pälsen på isbjörnar, ögat, matpreferenser, etc.). | Skelett, hud, syn, smärtuppfattning, etc. |
| Dyadisk                                                    | Hur attraherar man en partner och/eller tävlar med medlemmar av sitt eget kön om tillgång till det motsatta könet?                                               | Charles Darwin (1871)                                                   | Sexuellt urval Organismer kan utveckla fysiska och mentala egenskaper som är speciellt utformade för att attrahera partners (t.ex. påfågelns svans) eller för att tävla med medlemmar av det egna könet om tillgång till det motsatta könet (t.ex. horn). | Påfågelsvans, horn, uppvaktningsbeteende osv. |
| Familj & Släkt                                             | Indirekt genreplikation via släkt. Hur kan man hjälpa de som vi delar gener med att överleva och fortplanta sig?                                                 | WD Hamilton (1964)                                                      | Inkluderande fitness (eller "genens perspektiv", "kin selection") / Utveckling av sexuell reproduktion Selektion sker framförallt på gennivån, inte individnivå, gruppnivå eller artnivå. Reproduktiv framgång kan alltså vara indirekt, via delade gener i släkt. Att vara altruistisk mot anhöriga kan alltså ha genetiska fördelar. (Se även Gene-centered view of evolution) Hamilton hävdade också att sexuell reproduktion utvecklades främst som ett försvar mot patogener (bakterier och virus) för att "blanda gener" för att skapa större mångfald, särskilt immunologisk variabilitet, hos avkommor. | Altruism mot anhöriga, föräldrarnas investeringar, beteendet hos sociala insekter med sterila arbetare (t.ex. myror). |
| Släkt och familj                                           | Hur fördelas resurser bäst i parnings- och/eller föräldrasammanhang för att maximera inkluderande fitness?                                                       | Robert Trivers (1972)                                                   | Föräldrainvesteringsteori / Konflikt mellan föräldrar och avkomma / Reproduktivt värde De två könen har ofta motstridiga strategier när det gäller hur mycket man ska investera i avkommor och hur många avkommor man ska ha. Föräldrar allokerar mer resurser till sina avkommor med högre reproduktionsvärde (t.ex. "mamma har alltid gillat dig bäst"). Föräldrar och avkommor kan ha motstridiga intressen (t.ex. när man ska avvänja, fördelning av resurser mellan avkommor, etc.) | Sexuellt dimorfa anpassningar som resulterar i en "kamp mellan könen", föräldrarnas favoritism, tidpunkt för reproduktion, konflikt mellan föräldrar och avkommor, syskonrivalitet, etc.                                                                |
| Icke-släkt liten grupp                                     | Hur lyckas man i konkurrensutsatta interaktioner med icke-anhöriga? Hur väljer man den bästa strategin med tanke på de strategier som används av konkurrenterna? | Neumann & Morgenstern (1944); John Smith (1982)                         | Spelteori / Evolutionär spelteori Organismer anpassar sig, eller svarar, till konkurrenter beroende på de strategier som används av konkurrenter. Strategier utvärderas av alternativens sannolika utdelning. I en befolkning resulterar detta vanligtvis i en "evolutionär stabil strategi" eller "evolutionär stabil jämvikt" – strategier som i genomsnitt inte kan förbättras av alternativa strategier. | Fakultativa, eller frekvensberoende, anpassningar. Exempel: hökar vs. duvor, samarbeta vs. defekt, snabb vs. coy uppvaktning, etc. |
| Icke-släkt liten grupp                                     | Hur upprätthåller man ömsesidigt fördelaktiga relationer med icke-anhöriga i upprepade interaktioner?                                                            | Robert Trivers (1971)                                                   | "Tit för tat" ömsesidighet En specifik spelstrategi (se ovan) som har visat sig vara optimal för att uppnå en evolutionärt stabil jämvikt i situationer med upprepade sociala interaktioner. Man spelar trevligt med icke-släktingar om ett ömsesidigt fördelaktigt ömsesidigt förhållande upprätthålls över flera interaktioner, medan fusk bestraffas. | Fusk upptäckt, känslor av hämnd och skuld, etc. |
| Icke anhöriga, stora grupper som styrs av regler och lagar | Hur upprätthåller man ömsesidigt fördelaktiga relationer med främlingar som man bara kan interagera med en gång?                                                 | Herbert Gintis (2000, 2003) och andra                                   | Generaliserad ömsesidighet (Även kallad "stark ömsesidighet"). Man kan vara snäll mot främlingar som inte är anhöriga även i enstaka interaktioner om sociala regler mot fusk upprätthålls av neutrala tredje parter (t.ex. andra individer, regeringar, institutioner etc.), en majoritetsgruppsmedlemmar samarbetar genom att generellt följa sociala regler, och sociala interaktioner skapar ett positivt summaspel (dvs. en större övergripande "paj" blir resultatet av gruppsamarbete). Generaliserad ömsesidighet kan vara en uppsättning anpassningar som utformats för liten sammanhållning inom gruppen under tider av hög intertribal krigföring med ut-grupper. Idag kan förmågan att vara altruistisk gentemot främlingar i gruppen vara resultatet av en slumpmässig generalisering (eller "missmatch") mellan stamstammar som lever i små grupper och dagens stora samhällen som innebär många enskilda interaktioner med främlingar. (Den mörka sidan av generaliserad ömsesidighet kan vara att dessa anpassningar också kan ligga bakom aggression mot ut-grupper.) | Till medlemmar i gruppen: Förmåga till generaliserad altruism, att agera som en "god samarit", kognitiva begrepp om rättvisa, etik och mänskliga rättigheter. Till utgruppsmedlemmar: Kapacitet för främlingsfientlighet, rasism, krigföring, folkmord. |
| Stora grupper/kultur.                                      | Hur överför man information över avstånd och tid? | Richard Dawkins (1976), Susan Blackmore (2000), Boyd & Richerson (2004) | Memetiskt urval / Memetik / Dubbel arvsteori Gener är inte de enda replikatorerna som är föremål för evolutionär förändring. Kulturella egenskaper, även kallade "memes" (t.ex. idéer, ritualer, låtar, kulturella modeflugor, etc.) kan replikera och spridas från hjärna till hjärna, och många av samma evolutionära principer som gäller för gener gäller även för memer. Gener och memer kan ibland utvecklas samtidigt ("gen-kultur co-evolution"). | Språk, musik, framkallad kultur, etc. Vissa möjliga biprodukter, eller "exaptations", av språk kan inkludera skrivning, läsning, matematik, etc. |

### Evolutionsteorier på medelnivå (middle-level evolutionary theories)
Evolutionsteorier på medelnivå överensstämmer med allmän evolutionsteori, men fokuserar på vissa funktionsdomäner. Specifika evolutionära psykologiska hypoteser kan härledas från en teori på medelnivå. Viktiga bidragare till middle-level theories har varit Robert Trivers, Robert MacArthur och E. O Wilson.
- Parent-offspring conflict handlar om faktumet att även om en förälder och hens avkomma är 50 % genetisk släkt, så är de också 50% genetiskt olika. Med allt annat lika skulle en förälder vilja fördela sina resurser lika mellan sina avkommor, medan varje avkomma kan vilja ha mer än 50 % åt sig själv. Dessutom kan en avkomma vilja ha mer resurser från föräldern än vad föräldern är villig att ge. I huvudsak avser konflikt mellan föräldrar och avkomma en konflikt av adaptiva intressen mellan förälder och avkomma. Men om allt inte är lika kan en förälder ägna sig åt diskriminerande investeringar mot den ena eller andra könet, beroende på förälderns tillstånd.[57]

- The Trivers-Willard hypothesis, som föreslår att föräldrar kommer att investera mer i det kön som ger dem den största reproduktiva utdelningen (barnbarn) med ökande eller marginella investeringar. Honor är de tyngre föräldrainvesterarna i vår art, på grund av det har honor en bättre chans att fortplanta sig minst en gång jämfört med hanarna, men hanar i goda förhållanden har en bättre chans att producera ett stort antal avkommor jämfört med honor i goda förhållanden. Av den anledningen enligt Trivers-Willard-hypotesen förutsägs föräldrar i gott skick gynna investeringar i söner och föräldrar i sämre skick förutsägs gynna investering i döttrar.[41]

- r/K selection theory, som inom ekologin relaterar till selektion av egenskaper som leder till framgång i specifika miljöer. "R-selected species" dvs arter i instabila och i förutsägbara miljöer, producerar en högre kvantitet avkommor, där varje individ har en låg sannolikhet att överleva till vuxenlivet. Som kontrast "K-selected species" innebär att arter i stabila och förutsägbara miljöer, kommer investera mer i ett fåtal avkommor, där varje avkomma har en högre sannolikhet att överleva till vuxenlivet.[40]

- Live history theory hävdar att schemat och varaktigheten av nyckelhändelser under en organisms livstid formas av naturligt urval för att producera största möjliga antal överlevande avkommor. För en given individ är tillgängliga resurser i en viss miljö ändliga. Tid, ansträngning och energi som används för ett syfta minskar den tid, ansträngning och energi som finns tillgänglig för ett annat. Exempel på några viktiga livshistoriedelar inkluderar: ålder vid första fortplantningen, reproduktiv livslängd och åldrande samt storlek på avkomman. Variationer i dess egenskaper återspeglar olika allokeringar av en individs resurser (dvs tid, ansträngning och energiförbrukning) till konkurrerande allokeringar (biologisk alternativkostnad). Till exempel anknytningsteorin föreslå att uppmärksamheten man får av föräldern i den tidiga barndomen kan avgöra ens eget förhållande till anknytning. Till exempel finns en studie för att om pappan är frånvarande från hemmet, når flickor den första menstruationen tidigare och har även mer kortvariga sexuella relationer som kvinnor.[58][59]

## Utvecklade psykologiska mekanismer
Evolutionsteorin bygger på antagandet att kognitionen, på samma sätt som hjärtat, lungor, lever, njurar och immunsystem, har en funktionell struktur som har en genetisk grund och därför har utvecklats genom naturligt urval. Liksom att andra organ och vävnader är universellt för en art bör även denna funktionella struktur vara universell för arten och bör lösa viktiga problem rörande överlevnad och reproduktion.
Evolutionspsykologer försöker förstå psykologiska mekanismer genom att förstå de överlevnadsfunktioner och reproduktiva funktioner mekanismerna gav under dess evolutionära historia- Dessa kan ha inkluderat att uppfatta andras känslor, urskilja släktingar från icke släktingar, identifiera släktingar, identifiera och föredra friskare hälsosammare partners, samarbete, och att följa eller sluta följa en ledare. I enlighet med teorin om det naturliga urvalet, ser evolutionärpsykologer att människor ofta är i konflikter med varandra, inkluderat med partners och släktingar. Till exempel kan en mamma vilja avvänja sin avkomma från amning tidigare än hennes spädbarn, vilket gör att mamman kan investera i ytterligare avkommor. Evolutionärpsykologer ser även vikten av anhörigurval (kin selection) och ömsesidighet (reciprocity) i utvecklandet av prosociala egenskaper som altruism. På samma sätt schimpanser och bonoboer har människor subtila och flexibla sociala instinkter, vilket gör att de kan bilda utökade familjer, livslånga vänskaper och politiska allianser.
Ett annat exempel kan vara den utvecklade mekanismen som verkar vid stress och depressioner. Klinisk depression är något maladaptivt, enligt evolutionärpsykologer finns det evolutionära förklaringar till att dessa adaptiva mekanismer finns. Genom evolutionen har människor och djur alltid ha blivit tvungna att kämpa för sin överlevad, vilket har fått våra fight or flight-sinnen välutvecklade och de mekanismerna kan felaktigt aktiveras i vår moderna vardag.

### Produkter av evolution: adaptioner, exaptationer, biprodukter och slumpmässig variation
Alla egenskaper hos organismer är inte evolutionära adaptioner. Som kan noteras i tabellen nedan kan egenskaper också vara expationer, biprodukter av anpassningar (ibland kallas ”spandrels” på engelska) eller slumpmässig variation mellan individer.
Psykologiska anpassningar antas vara medfödda eller relativt lätta att lära sig och manifesteras i kulturer över hela världen. Till exempel är förmågan för småbarn att lära sig ett språk med praktiskt taget ingen träning sannolikt en psykologisk anpassning Å andra sidan läste eller skrev våra förfäders människor inte, så idag kräver lärande att läsa och skriva omfattande träning, och antagligen involverar det återanvändning av andra kognitiva förmågor som utvecklats på grund av urvalstryck men till något annat än just till skriftspråk. Variationer till manifest beteende kan dock vara ett resultat av att universella mänskliga mekanismer integreras i olika unika lokala miljöer. Till exempel kommer en person som flyttar närmare eller längre ifrån ekvatorn att få en mörkare/ ljusare hud. Det handlar då inte om att mekanismerna som reglerar pigmentering förändras, utan snarare att inputen till dessa mekanismer förändras, vilket leder till en annan output.
|                      | Anpassning | Exaptation                                                              | Biprodukt                                                                | Slumpmässig variation                                    |
| -------------------- | --- | ----------------------------------------------------------------------- | ------------------------------------------------------------------------ | -------------------------------------------------------- |
| Definition           | Organisk egenskap designad för att lösa ett eller flera av våra förfäders problem. Visar komplexitet, speciell "design", funktionalitet | Anpassning som har "omställts" för att lösa ett annat adaptivt problem. | Biprodukt av en adaptiv mekanism utan nuvarande eller förfäders funktion | Slumpmässiga variationer i en anpassning eller biprodukt |
| Fysiologiskt exempel | Ben / Navelsträng | Små ben i innerörat                                                     | Vit färg på ben / navel                                                  | Knölar på skallen, konvex eller konkav navelform         |
| Psykologiskt exempel | Småbarns förmåga att lära sig prata med minimal instruktion                                                                             | Frivillig uppmärksamhet                                                 | Förmåga att lära sig läsa och skriva                                     | Variationer i verbal intelligens                         |

En av den evolutionära psykologins uppgifter är att identifiera vilka psykologiska egenskaper som sannolikt är adaptioner, biprodukter eller slumpmässig variation. George C. Williams föreslog att en ”adaption är ett speciellt och betungande koncept som bara bör användas där det verkligen är nödvändigt”- Som noterats av Williams och andra kan adaptioner identifieras genom deras osannolika komplexitet, artuniversalitet och adaptiv funktionalitet.

### Obligatoriska och fakultativa adaptioner
En fråga som kan ställas angående en adaption är, om den är generell obligatorisk (robust inför typisk miljövariation), eller fakultativ (känslig för typisk miljövariation)- Den söta smaken av socker och smärtan av att slå knäet mot betong är resultatet av ganska obligatoriska psykologiska adaptioner; typiska miljövariationer under utvecklingen påverkar inte deras funktion mycket- Som kontrast kan fakultativa adaptioner jämföras med ”if-then statements” (om X händer -> i så fall händer Y). Till exempel är vuxnas förhållande till anknytning väldigt känsliga för tidiga upplevelser i barndomen. Som vuxna är benägenheten att utveckla nära, förtroendefulla band med andra som vuxen är beroende på om vårdgivaren under den tidiga barndomen gav individen pålitlig/konsekvent/stabil hjälp och uppmärksamhet. Adaptionen för solbränna är beroende av exponering av solljus, vilket är ett annat exempel på en fakultativ anpassning. När psykologisk anpassning är fakultativ bryr sig evolutionspsykologer om hur inputs från utveckling och miljöfaktorer påverkar adaptionerna som syns hos människor. Ett tredje exempel är en studie som tittar på aggressivitet hos individer, där kombinationen av genetiskt anlag och provocerande input från miljön ledde till högra grad av aggressivitet hos individer (förenklat: anlag + ingen input= ingen aggression, inga anlag + input = ingen aggression, anlag + input= aggression).

### Kulturella universaler (cultural universals)
Evolutionspsykologer anser att beteenden eller förekommande egenskaper som finns universellt i alla kulturer är goda kandidater för att vara evolutionära adaptioner.  Kulturella universaler inkluderar beteenden relaterat till språk, kognition, sociala roller, könsroller och teknologi. Utvecklade psykologiska adaptioner (såsom förmågan att lära sig ett språk) interagerar med kulturella inputs för att producera specifika beteenden (t.ex. det specifika språket som lärs in).
Grundläggande könsskillnader, såsom större sexuell ivrighet bland män och en större kräsenhet i att välja partner bland kvinnor, förklaras som sexuellt dimorfa psykologiska anpassningar som återspeglar de olika reproduktiva strategierna hos män och kvinnor.
Evolutionspsykologi är en kontrast till vad de kallar ”the standard social science model” (social konstruktivism, relativism och kulturell determinism) som antar att sinnets kognition är av allmän karaktär och att nästan helt kan formas av kulturen. Istället anser evolutionspsykologin att olika kognitiva mekanismer har utformats evolutionärt för att hantera specifika ändamål och som sagt så blir det i slutändan en kombination med de genetiska faktorerna och den unika miljön/ kulturen där individen verkar.

## Miljön för den evolutionära adaptionen
Evolutionspsykologin argumenterar för att om man korrekt vill förstå hjärnans funktioner, måste man förstå egenskaperna i miljön där hjärnan utvecklades. Denna miljö kallas ofta ”miljön för evolutionär adaption” (environment of evolutionary adaptedness).
Idén om en miljö av evolutionär adaption utforskades först som en del av anknytningsteorin a John Bowlby. Detta är miljön i vilken en specifik utvecklad mekanism är anpassad till. Med specifikt definieras miljön för evolutionär adaption som den uppsättning av historiskt återkommande urvalstryck som bildade en given adaption, även de aspekter av miljön som var nödvändiga för en korrekt utveckling och funktionering av adaptionen.
Människor, som består av släktet homo, dök upp för mellan 1,5 och 2,5 miljoner år sedan. Eftersom pleistocen (den geologiska epoken) upphörde för bara 12 000 år sedan, utvecklades de flesta mänskliga adaptioner antingen nyligen under pleistocen eller upprätthölls genom ett stabiliserande evolutionärt urval under pleistocen. Evolutionär psykologi föreslår därför att majoriteten av mänskliga psykologiska mekanismer är adapterade till reproduktionsproblem som ofta förekom i just pleistocena miljöer. I stora termer inkluderar dessa problem tillväxt, utveckling, differentiering, underhåll, parning, föräldraskap och sociala relationer.
Miljön för evolutionär adaption skiljer sig väsentligt från det moderna samhället. De moderna människornas förfäder levde i mindre grupper, hade sammanhållna kulturer och hade mer stabila och rika sammanhang för identitet och mening. Forskare kan ofta studera de få överlevande jägare-samlare-samhällena för att få ledtrådar om hur miljön för evolutionär adaption såg ut för jägare-samlare. Tyvärr är de få överlevande jägare- och samlarsamhällena olika varandra och har trängts ut från ursprungsområdet till tuffa miljöer, så det är inte klart hur nära de återspeglar våra förfäders kultur. Runt om i världen erbjuder dock små band av jägare-samlare till exempel ett liknande utvecklingssystem för unga (”hunter-gatherer childgood model” Konner, 2005; och ”evolved developmental niche,” Narvaez et al,. 2013). Egenskaperna för nischen är i stort sett desamma som för sociala däggdjur, som utvecklades för över 30 miljoner år sedan; lugnande perinatal upplevelse (för barn), flera år av amning på begäran, nästan konstant tillgivenhet eller fysisk närhet, lyhördhet för behov, självstyrd lek och för människor framförallt flera lyhörda vårdgivare. Studier visar betydelsen av dessa komponenter i det tidiga livet för positiva utfall för barn.
Evolutonspsykologer vänder sig ibland till schimpanser, bonoboer och andra människoapor för att lära sig om mänskliga förfäders beteende.

### Evolutionära felmatchningar (Evolutionary mismatches)
Eftersom organismer var adapterade till dess förfäders miljö, kan en ny och annorlunda miljö skapa en felmatchning. Eftersom människor mestadels adapterats till den pleistocena miljön (som varade från för 2,6 miljoner år sedan till för ca 11 700 år sedan), ger psykologiska mekanismer ibland ”felmatchningar” i den moderna miljön. Ett exempel är det faktum att även om cirka 10 000 människor årligen dödas med vapen i USA, medan spindlar och ormar bara dödar en handfull, lär sig ändå människor lika enkelt att vara rädda för spindlar och ormar som för skarpladdade vapen, och de är ungefär lika rädda för ett oladdat vapen som de är för en kanin eller en blomma. En potentiell förklaring är att spindlar och ormar var ett hot mot mänskliga förfäder under hela pleistocen, medan vapen inte var det. Det finns alltså en bristande överensstämmelse mellan människans utvecklade rädsleinlärnings-psykologi och den moderna miljön.
Denna felmatchning visar sig också i fenomenen med ”superstimulus”, en stimulans som framkallar ett starkare svar än vad som hade varit möjligt i en stenåldersmiljö. Termen myntades av Nikolaas Tinbergen för att hänvisa till andra djurs beteende, men psykologen Deidre Barett sa att övernaturlig stimulering styr beteenden hos människan lika kraftfullt som för andra djur. Hon förklarade skräpmat som en överdriven stimulans till sug efter salt, socker och fett, och hon säger att TV  överdriver sociala signaler såsom skratt, leende, ansikten och uppmärksamhetsfångande "action". Skräpmat aktiverar instinkter som var avsedda för en miljö där fett var ett sällsynt och livsviktigt näringsämne. På samma sätt är drogproblem en evolutionär felmatchning, då vi är adapterade till att gilla det som känns bra och aktiverar våra belöningssystem. Psykologen Mark van Vugt hävdade nyligen att modernt organisatoriskt ledarskap är en felmatchning. Hans argument är att människor inte är anpassade till att arbeta i stora, anonyma, byråkratiska strukturer med formella hierarkier. Det mänskliga sinnet reagerar fortfarande på personligt, karismatiskt ledarskap främst i samband med informella, jämlika miljöer. Därav det missnöje och utanförskap som många anställda upplever. Löner, bonusar och andra privilegier utnyttjar instinkter för relevant status, vilket lockar särskilt män till ledande befattningar.  

## Forskningsmetoder
Evolutionsteorin är heuristisk genom att den kan generera hypoteser som kanske inte utvecklas från andra teoretiska teoretiska approacher. D.v.s. man använder sig av en kombination av empiriska observationer och intuitiv teoribildning. Ett av huvudmålen med adaptionistisk forskning är att identifiera vilka organismgemenskaper som sannolikt är anpassningar och vilka som är biprodukter eller slumpmässiga variationer. Som nämnts tidigare förväntas adaptioner visa tecken på komplexitet, funktionalitet och artuniversalitet, medan biprodukter eller slumpmässig variation inte kommer göra det. Dessutom förväntas adaptioner manifestera sig som närliggande mekanismer som interagerar med miljön på antingen ett allmänt obligatoriskt eller på ett fakulativt sätt (se ovan). Evolutionspsykologer är också intresserade av att identifiera dessa proximativa mekanismer (ibland kallat ”mentala mekanismer eller ”psykologiska adaptioner”) och vilken typ av information de tas som input, hur de bearbetar den informationen och i slutändan output(Om X händer -> kognition -> output Y). Evolutionär utvecklingspsykologi, eller ”evo-devo” (på engelska), fokuserar på hur anpassningar kan aktiveras vid vissa utvecklingstillfällen (t.ex. att tappa mjölktänder, bli tonnåring etc) eller hur händelser under utvecklingen av en individ kan förändra livshistoriens bana.
Evolutionärpsykologer använder flera strategier för att utveckla och testa hypoteser om huruvida en psykologisk egenskap sannolikt är en utvecklad adaption. Buss (2011) noterar att dessa metoder inkluderar:
- Tvärkulturell konsistens (cross-cultural consistency). Egenskaper som har visat sig vara tvärkulturella mänskliga universaler såsom leende, gråt och ansiktsuttryck antas vara utvecklade psykologiska adaptioner. Flera evolutionära psykologer har samlat in enorma datamängder från kulturer rumt om i världen för att bedöma tvärkulturell universalitet. Ett exempel där tvärkulturella universella drag som gås igenom är Brown (1991)[85]

- Funktion till form (eller ”problem till lösning”). Det faktum att män, men inte kvinnor, riskerar potentiell felaktig identifiering av genetisk avkomma (på engelska ”paternity uncertainty”) fick evolutionära psykologer att anta att manlig svartsjuka, jämfört med kvinnor, skulle vara med fokuserad på sexuell, snarare än känslomässig otrohet. Exempel på en studie som visar detta är Buss et al (1992)[86]

- Form till funktion (reverse-engineering, eller ”lösning på problem)”. Morgonillamående, och tillhörande motvilja mot vissa typer av mat, under graviditeten verkade ha egenskaperna hos en utvecklad adaption (den var komplex och universell för kvinnor i hela världen). Margie Profet antog att funktionen var för att undvika intag av gifter under tidig graviditet som kan skada fostret (men som annars sannolikt är ofarliga för friska icke-gravida kvinnor).[87]

- Motsvarande neurologiska moduler (corresponding neurological modules). Evolutionspsykologi och kognitiv neuropsykologi är ömsesidigt kompatibla: evolutionär psykologi hjälper att identifiera psykologiska adaptioner och deras ultimata evolutionära funktioner, medan neuropsykologer hjälper till att identifiera de proximativa manifestationerna av dessa adaptioner. Exempel på studie är (Kanwisher (2000)[88]

- Aktuell evolutionär adaptivitet (current evolutionary adaptiveness). Förutom evolutionära modeller som typer på att evolution sker över stora tidsperioder, har ny forskning visat att vissa evolutionära förändringar kan vara snabba och dramatiska. Följaktligen har vissa evolutionärpsykologer fokuserat på effekterna av psykologiska egenskaper i den nuvarande miljön. Sådan forskning kan användas för att informera om uppskattningar av förekomsten av egenskaper över tid. Sådant arbete har varit informativt för att studera evolutionär psykopatologi.[89] En studie som till exempel tittar på depression i vår nuvarande miljö och hur det relaterar till adaptioner på grund av historiskt evolutionärt tryck är Nettle (2004).[90]

Evolutionärpsykologer använder också datakällor för testning, inklusive experiment, arkeologiska register, data från jägare-samlare, observationsstudier, neurovetenskapliga data, självrapporter och undersökningar, offentliga register och mänskliga produkter. Nyligen har ytterligare metoder och verktyg introducerats baserade på fiktiva scenarier, matematiska modeller och ”multi-agent computer simulations”.

## Huvudområden för forskning inom ämnet
Grundläggande forskningsområden inom evolutionär psykologi kan delas in i de breda kategorier av adaptiva problem som uppstår direkt ur evolutionsteorin: Parning, föräldraskap, familj och släktskap, interaktioner med icke-släktingar och kulturell evolution.

### Överlevnad och psykologiska adaptioner på individnivå
Överlevnadsproblem är tydliga mål för evolutionen av fysiska och psykologiska adaptioner. Stora problem som förfäderna till dagens människor stod inför inkluderar, val och förvärv av föda, val av territorium, samt att undvika rovdjur och andra hot från miljön.

#### Medvetande
Medvetandet uppfyller George Williams kriterier för artens universalitet, komplexitet och funktionalitet, och det är en egenskap som uppenbarligen ökar graden av fitness.
I sin artikel ”Evolution of consciousness” hävdar John Eccles att speciella anatomiska och fysiska Adaptioner av hjärnbarken (cereblar cortex) hos däggdjur gav upphov till medvetande. I motsats härtill har andra hävdat att de rekursiva kretsar som är grunden för medvetandet är mycket mer primitiva, efter att ha utvecklats initialt i pre-däggdjursarter eftersom de förbättrar förmågan till interaktion med både sociala och naturliga miljöer genom att tillhandahålla en energibesparande ”neutral” förmåga i en annars högt energikonsumerande motor-outputs-maskin. Väl på plats kan denna rekursiva krets mycket väl ha gett en grund för den efterföljande utvecklingen av många av de funktioner som medvetandet underlättar i högre organismer, som beskrivits av Bernard J. Baars. Richard Dawkins föreslog att människor utvecklade medvetandet för att göra sig själva till föremål för tanken. Daniel Povinelli föreslog att stora, trädklättrande apor utvecklade medvetande för att ta hänsyn till sin egen massa när de rör sig bland trädgrenar. I överensstämmelse med denna hypotes fann Gordon Gallup att schimpanser och orangutanger, men inte små apor eller marklevande gorillor, visade självmedvetenhet i spegeltestet.
Begreppet medvetande kan syfta på frivillig handling, medvetenhet, eller vakenhet. Men även frivilligt beteende involverar omedvetna mekanismer. Många kognitiva processer äger rum i det kognitiva omedvetna, otillgängliga för medveten medvetenhet. Vissa beteenden är medvetna när de lärs in men blir sedan omedvetna, till synes automatiska. Inlärning, särskilt  inlärning av en färdighet, kan ske utanför medvetandet. Till exempel vet många människor hur man svänger till höger när de cyklar, men väldigt få kan exakt förklara hur de faktiskt gör det. Evolutionär psykologi närmar sig även självbedrägeri som en anpassning som kan förbättra resultatet i sociala utbyten.
Sömnen kan ha utvecklats för att spara energi när aktivitet skulle vara mindre fruktsamt eller farligare, som på natten, och under vintersäsongen.

#### Sensation och perception
Många experter, så som Jerry Fodor, anser att syftet med perception är kunskap, men evolutionära psykologer menar att dess primära syfte är att vägleda handling. Till exempel säger de att den djupa perceptionen inte tycks ha utvecklats för att hjälpa oss veta avstånden till andra objekt utan snarare för att hjälpa oss att röra oss i en tredimensionell miljö. Evolutionära psykologer säger att djur allt ifrån spelmanskrabbor till människor använder synen för att undvika kollisioner, vilket tyder på att syn i grunden finns för att styra handling, och inte för att ge kunskap.
Att bygga och underhålla sinnesorgan är metaboliskt dyrt, så dessa organ utvecklades endast när de förbättrar en organisms fitness. Mer än halva hjärnan används för att bearbeta sensorisk information, och själva hjärnan förbrukar ungefär en fjärdedel av de metabola resurserna, så sinnena måste ge exceptionella fördelar för en organisms fitness. Perception speglar världen exakt; djurs sinnen ger därför dem användbar och korrekt information om omvärlden.
Forskare som studerar perception och sensation har länge förstått de mänskliga sinnena som adaptioner till deras omgivande miljö. Djup perception består av att bearbeta ett antal signaler, som var och en är baserad på en regelbundenhet i den fysiska världen. Synen utvecklades för att reagera på det smala intervallet elektromagnetisk energi som är riklig och som inte passerar genom föremål. Ljudvågor kan gå runt hörn och interagera med hinder, vilket skapar ett komplext mönster som innehåller användbar information om källorna till och avstånden till objekt. Större djur ger naturligt ifrån sig lägre/ djupare ljud som en konsekvens av sin storlek. Intervallet av ljud som ett djur kommer kunna uppfatta styrs däremot av adaption. Målduvor, till exempel, kan höra det mycket låga ljudet (infraljud) som kan nå stora avstånd, även om de flesta mindre djur upptäcker högre ljud. Smak och lukt reagerar på kemikalier i miljön som tros ha haft betydelse för fitness i miljön för ett djurs evolutionära adaption. Till exempel var salt och socker tydligen både värdefulla för de mänskliga eller pre-mänskliga invånarna i miljön av evolutionär adaption, vilket resulterar i att dagens människor har ett inneboende sug efter salta och söta smaker. Sinnet känsel är egentligen flera sinnen, inklusive tryck, värme, kyla, kittling och smärta. Smärta, även om den är obehaglig är adaptiv. En viktig anpassning för sinnena är räckviddsförskjutning, varigenom organismen tillfälligt blir mer eller mindre känslig för sensation. Till exempel anpassar ögonen sig automatiskt till svagt eller starkt omgivande ljus. Sensoriska förmågor hos olika organismer utvecklades ofta samtidigt, vilket är fallet med hörseln av ekolokaliserande fladdermöss och den hos nattfjärilar som har utvecklats som en reaktion till ljudet som fladdermössen gör (för att undvika predation).
Evolutionspsykologer hävdar att perception demonstrerar principen om modularitet, med specialiserade mekanismer som hanterar särskilda perceptionsuppgifter. Till exempel har personer med skada på en viss del av hjärnan den specifika defekten att inte kan känna igen ansikten (prosopangnosia). Evolutionspsykologer antyder att detta indikerar en så kallad ansiktsläsningsmodul (face-reading module).

#### Lärande och fakultativa adaptioner
Inom evolutionär psykologi sägs lärande åstadkommas genom utvecklade kapaciteter, särskilt fakultativa adaptioner. Fakultativa adaptioner uttrycker sig olika beroende på input från miljön. Ibland kommer input under utvecklingen och hjälper till att forma den. Till exempel lär sig flyttfåglar att orientera sig efter stjärnorna under en kritisk period i sin mognad. Evolutionspsykologer tror att människor också lär sig språk genom ett utvecklat program, även med kritiska perioder. Inmatningen (input) kan också komma under dagliga uppgifter, vilket hjälper organismen att hantera förändrande miljöförhållanden. Till exempel utvecklade djur pavloviansk betingning (klassisk betingning) för att lösa problem om orsakssamband (t.ex. att ett spädbarn testar att släppa eller kasta leksaker). Djur löser inlärningsuppgifter enklast när de liknar de problem som de ställdes inför i sitt evolutionära förflutna, såsom en råtta som lär sig var man kan hitta mat eller vatten. Inlärningsförmåga visar ibland skillnader mellan könen. Hos många djurarter till exempel, kan hanar lösa spatiala problem snabbare och mer exakt än honor, på grund av effekter av manligt hormon under utvecklingen. Detsamma kan vara sant för människor.

#### Känslor och motivation
Motivationer styr och stimulerar beteende, medan känslor ger den affektiva komponenten till motivation, positiv eller negativ. I början av 1970-talet började Paul Ekman och hans kollegor ett forskningsfält som antyder att många känslor är universella. Han fann bevis för att människor delar minst fem grundläggande känslor: rädsla, sorg, lycka, ilska och avsky. Sociala känslor utvecklades uppenbarligen för att motivera sociala beteenden som var gynnsamma i miljön av vår evolutionära adaption. Till exempel skam och stolthet kan motivera beteenden som hjälper en individ att behålla sin ställning i ett samhälle, och självkänsla är ens uppskattning av ens status. Motivation har en neurobiologisk grund i hjärnans belöningssystem. Nyligen har det föreslagits att belöningssystem kan utvecklas på sådant sätt att det kan finnas en inneboende eller oundviklig avvägning i motivationssystemet för aktiviteter av kort eller lång varaktighet.

#### Kognition
Kognition avser interna representationer av världen och intern informationsbehandling. Ur ett evolutionärt psykologiskt perspektiv har kognition inte ett ”allmänt syfte”, utan använder heuristik, eller strategier, som generellt ökar sannolikheten att lösa ett problem som våra förfäder rutinmässigt stod inför. Till exempel är dagens människor mycket mer benägna att lösa logiska problem som involverar att upptäcka fusk (vanligt problem i den evolutionära miljön och i sociala miljöer), jämfört med samma logiska problem uttryck i rent abstrakta termer. Eftersom våra förfäder inte stötte på riktigt slumpmässiga händelser, kan dagens människor vara kognitivt predisponerade för att felaktigt identifiera mönster i slumpmässiga sekvenser. ”Gambler´s fallacy” är ett exempel på detta, spelare kan felaktigt tro att de har träffat en ”lyckoserie” även när varje resultat faktiskt är slumpmässigt och oberoende av tidigare försök. De flesta tror att om ett mynt kastats nio gånger och det blivit krona varje gång, så är det på det tionde kastet en större sannolikhet än 50 % att få klave. Människor har mycket lättare att ställa diagnoser eller förutsägelser med hjälp av frekvensdata än när samma information presenteras som sannolikheter eller procentsatser, förmodligen eftersom förfäderna till dagens människor levde i relativt små stammar (vanligtvis med färre än 150 personer) där frekvensinformation var mer lättillgänglig.

#### Personlighet
Evolutionspsykologi är främst intresserad av att hitta gemensamma drag mellan människor, eller grundläggande mänsklig psykologisk natur. Ur ett evolutionärt perspektiv är det faktum att människor har grundläggande skillnader i personlighetsdrag initialt något av ett pussel. (Notera: området beteendegenetik handlar om att statistiskt fördela skillnader mellan människor i genetiska och miljömässiga varianskällor. Det kan dock vara svårt att förstå begreppet ärftlighet – ärftlighet avser bara skillnaderna mellan människor, aldrig i vilken grad egenskaper hos en individ beror på miljömässiga eller genetiska faktorer, eftersom egenskaper alltid är en komplex sammanvävning av båda.)
Personlighetsdrag föreställs av evolutionärpsykologer som beroende på normal variation kring ett optimum, på grund av frekvensberoende urval (behavioural polymorphism), eller som fakultativa adaptioner. Liksom variationer i kroppslängd kan vissa personlighetsdrag helt enkelt återspegla inter-individuell variation kring ett allmänt optimum. Eller så kan personlighetsdrag representera olika genetiska predisponerade ”beteendemorfer” – alternativa beteendestrategier som beror på frekvensen av konkurrerande beteendestrategier i befolkningen. Till exempel, om de flesta i en befolkning generellt är förtroendefulla och godtrogna, kan beteendetypen att vara en ”fuskare” (eller i extreme fall en sociopat) vara fördelaktigt. Slutligen, liksom många andra psykologiska adaptioner, kan personlighetsdrag vara fakultativa – känsliga för typiska variationer i den sociala miljön, särskilt under den tidiga utvecklingen. Till exempel är senare födda barn mer benägna än förstfödda att vara upproriska, mindre samvetsgranna och mer öppna för nya upplevelser, vilket kan vara fördelaktigt för dem med tanke på deras speciella nisch i familjestrukturen. Det är viktigt att notera att delad miljöpåverkan (för syskon) spelar en roll för personligheten och inte behöver vara mindre betydande än genetiska faktorer. Effekten av delad miljöpåverkan minskar ofta  efter tonåren men försvinner inte helt.

#### Språk
Enligt Steven Pinker, som bygger på Noam Chomskys arbete, innebär den universella mänskliga förmågan att lära sig prata i åldrarna 1-4, i princip utan träning, att språkinlärning är en distinkt mänsklig psykologisk adaption (se särskilt, Pinkers bok: The language instinct). Pinker och Bloom (1990) hävdar att språket som mental förmåga delar många likheter med kroppens komplexa organ, vilket tyder på att språket, liksom dessa  har utvecklats som en adaption, eftersom detta är den enda kända processen för utvecklingen av såpass komplexa organ i organismer.
Pinker följer Chomsky och hävdar att, det faktum att barn kan lära sig vilket mänskligt språk som helst utan någon explicit instruktion tyder på att språket, inklusive det mesta av grammatiken, i grunden är medfött och att det bara behöver aktiveras genom interaktion. Chomsky själv tror inte att språket har utvecklats som en adaption, men antyder att det troligen har utvecklats som en biprodukt av någon annan adaption (en så kallas ”spandrel”). Men Pinker och Bloom hävdar att språkets organiska natur talar starkt för att det har ett adaptivt ursprung.
Evolutionspsykologer anser att FOXP2-genen mycket väl kan vara associerad med utvecklingen av mänskligt språk. På 1980-talet identifierade psykolingvistikern Myrna Gopnik en dominant gen som orsakade språkstörningar i "KE familjen" i Storbritannien. Denna gen visade sig vara en mutation av FOXP2-genen. Människor har en unik allel av denna gen, som annars har varit nära bevarad genom större delen av däggdjurs evolutionära historia. Denna unika allel verkar ha uppstått för första gången för mellan 100 och 200 tusen år sedan, och är nu nästan universell hos människor. Men den en gång så populära idén att FOXP2 är en ”grammatikgen” eller att den utlöste framväxten av språk i Homo sapiens är nu allmänt avfärdad.
För närvarande finns det flera konkurrerande teorier om språkets evolutionära ursprung och ingen allmän konsensus. Forskare av språkinlärning hos primater och människor som Michael Tomasello och Talmy Givón, hävdar att det innatiska ramverket har underskattat rollen av imitation i inlärning och att det inte alls är nödvändigt att påstå att det finns en medfödd grammatikmodul som förklarar mänskligt språk. Tomasello hävdar att studier av hur barn och primater faktiskt förvärvar kommunikativa färdigheter tyder på att människor lär sig komplext beteende genom erfarenhet, så att istället för en modul specifik tillägnad språkinlärning, förvärvas språk av samma kognitiva mekanismer som används för att förvärva alla andra slag av socialt överfört beteende.
När det gäller frågan om huruvida språk bäst ses som att ha utvecklats som en adaption eller som en biprodukt, hävdar evolutionsbiologen W. Tecumseh Fitch att det är obefogat att anta att varje aspekt av språket är en adaption, eller att språket som helhet är en adaption. Han kritiserar vissa delar av den evolutionära psykologin för att antyda en pan-adaptionistisk syn på evolutionen (ett antagande att alla egenskaper finns på grund av naturligt urval), och han avfärdar Pinker och Blooms fråga om huruvida ”språk har utvecklats som en adaption” som vilseledande. Han hävdar istället att ur en biologisk synvinkel är språkets evolutionära ursprung bäst konceptualiserat som det troliga resultatet av en konvergens av många separata adaptioner till ett komplext system. Ett liknande argument framförs av Terrence Deacon som i boken ”The symbolic Species” hävdar att språkets olika egenskaper har utvecklats tillsammans med sinnets och att förmågan att använda symbolisk kommunikation är integrerad i alla andra kognitiva processer.
Om teorin angående att språket kunde utvecklats som en enda adaption accepteras, blir frågan vilken av dess flera funktioner som har legat till grund för adaptionen. Flera evolutionära hypoteser har ställts: att språket utvecklats till syfte för social gemenskap, att det utvecklades som ett sätt att visa parningspotential eller att det utvecklades för att bilda sociala kontrakt. Evolutionspsykologer inser att alla dessa teorier är spekulativa och att det krävs mycket mer bevis för att förstå hur språket kan ha blivit evolutionärt adapterat.

### Parning
Eftersom sexuell reproduktion är det sätt på vilket gener förökas till framtida generationer, spelar sexuellt urval en stor roll i människans evolution. Människors parning är alltså av intresse för evolutionspsykologer som syftar till att undersöka utvecklade mekanismer för att attrahera och säkra partners. Flera forskningslinjer har utgått från detta, såsom studier av partnerval, mate poaching, kvarhållande av partners och konflikt mellan könen.
1972 publicerade Robert Trivers en inflytelserik artikel om könsskillnader som nu kallas föräldrainvesteringsteorin (parental investment theory). Storleksskillnaden mellan könsceller (anisogami) är den grundläggande, definierande skillnaden mellan män (små könsceller – spermier) och kvinnor (stora könsceller – ägg). Trivers noterade att anisogami vanligtvis resulterar i olika nivåer av föräldrainvestering i avkomman mellan könen, dä kvinnor initialt investerar mer. Trivers föreslog att  skillnaden i föräldrarainvestering leder till sexuell selektion av olika reproduktiva strategier och även till sexuella konflikter. Till exempel föreslog han att det kön som investerar mindre i avkomman i allmänhet kommer tävla om tillgång till det högre investerande könet för att öka sin egen inkluderande fitness. Trivers hävdade att skillnader i föräldrainvestering ledde till utvecklingen av sexuell dimorfism inom partnerval, intra- och intersexuell konkurrens samt uppvaktning. Hos däggdjur inklusive människor, gör honor en mycket större föräldrainvestering än män (dvs dräktighet följt av förlossning och amning). Föräldrainvesteringsteorin är en del av ”livshistorieteorin” (life history theory).
Buss och Schmitts (1993) Sexual Strategies Theory föreslog att människor, på grund av olika föräldrainvestering, har utvecklat sexuellt dimorfa adaptioner relaterade till ”sexuell tillgänglighet” (sexual accessibility), fertilitetsbedömning, engagemangssökande eller undvikande, omedelbar och bestående resurssanskaffning, faderskapssäkerhet, bedömning av partnerns reproduktionsvärde och föräldrainvestering. Deras strategic Interference Theory föreslog att konflikter mellan könen uppstår när det ena könets föredragna reproduktionsstrategi krockar med det andra könets och, vilket resulterar i känslomässiga reaktioner som ilska eller svartsjuka.
Kvinnor är i allmänhet mer selektiva än män när de väljer partner, särskilt under långvariga parningsförhållanden. Men under vissa omständigheter kan kortvarig parning också ge fördelar för kvinnor, såsom fertilitetsförsäkring, för att ”byta till sig” bättre gener, minskad risk för inavel och försäkringsskydd för  avkomman.
Manlig osäkerhet kring faderskapet, har resulterat i könsskillnader när det kommer till sexuell svartsjuka. Kvinnor reagerar generellt mer negativt på känslomässig otrohet och män kommer att reagera mer på sexuell otrohet. Detta speciella mönster förutsägs eftersom kostnaderna för parning är olika. Kvinnor föredrar i allmänhet en partner som kan erbjuda resurser (t.ex. ekonomiska, eller i form av engagemang) och förlorar resurser med en partner som begår känslomässig otrohet. Män å andra sidan, har aldrig under evolutionen varit säkra på det genetiska faderskapet eftersom de inte bär sin avkomma själv. Detta antyder att sexuell otrohet i allmänhet skulle väcka starkare känslor för män på grund av att en investering av resurser i en annan mans avkomma inte leder till spridning av deras egna gener.
En annan intressant forskningslinje är den som undersöker kvinnors partnerpreferenser över ägglossningscykeln. Den teoretiska grunden för denna forskning är att kvinnliga förfäder skulle ha utvecklat mekanismer för att välja partners med vissa egenskaper beroende på deras hormonella status. Hypotesen om ägglossningsförskjutning (the ovulatory shift hypothesis), hävdar att under ägglossningsfasen  (ca dag 10-15 av cykeln) skulle en kvinna som parat sig med en hane med hög genetisk kvalitet ha högre  sannolikhet för att producera och föda en frisk avkomma än en kvinna som parat sig med en hane med låg genetisk kvalitet. Dessa förmodade preferenser förutspås vara särskilt uppenbara för kortvariga parningsdomäner eftersom en potentiell manlig partner bara skulle erbjuda gener till en potentiell avkomma och inget mer. Hypotesen låter forskare undersöka om kvinnor väljer partners med  egenskaper som indikerar hög genetisk kvalitet under den del  ägglossningscykeln som har högst fertilitet. Studier har visat att kvinnors preferenser varierar över ägglossningscykeln. I synnerhet visar Haselton och Miller (2006) att mycket fertila kvinnor föredrar kreativa men fattiga män som kortvariga partners efrersom kreativitet kan vara en indikation på bra gener. Forskning av Gangestad et al. (2004) indikerar att mycket fertila kvinnor föredrar män med social närvaro och intrasexuell konkurrens; dessa egenskaper kan fungera som ledtrådar som hjälper kvinnor att förutsäga vilka män som kan ha, eller skulle kunna skaffa henne resurser.

### Föräldraskap
Reproduktion är alltid kostsamt för kvinnor, och kan också vara det för män. Individer är begränsade i vilken grad de kan ägna tid och resurser till att producera och föda upp sina unga, och sådana utgifter kan också vara skadliga för deras framtida tillstånd, överlevnad och ytterligare reproduktiv produktion. Föräldrarnas investering är alla de utgifter (tid, energi etc.) som gynnar en avkomma till en kostnad för föräldrarnas förmåga att investera i andra komponenter av sin fitness (Clutton-Brock 1991: 9; Trivers 1972). Fitnesskomponenter inkluderar välbefinnande hos befintliga avkommor, föräldrarnas framtida reproduktion och fitness med hjälp av anhöriga (Hamilton 1964). Föräldrainvesteringsteorin (parental investment theory) är en gren av ”livshistoria” (life history theory).
Fördelarna med föräldrarnas investeringar för avkomman är stora och förknippade med effekterna på kondition, tillväxt, överlevnad och i slutändan på avkommans reproduktiva förmåga. Dessa fördelar kan dock komma på bekostnad av förälderns förmåga att fortplanta sig i framtiden t.ex. genom en ökad risk för skador vid försvar av avkomman mot rovdjur, förlust av parningsmöjligheter vid uppfödning av avkomma och förlängning av tiden till nästa reproduktion. Sammantaget väljs föräldrar ut (av det naturliga urvalet) för att maximera skillnaderna fördelarna och kostnaderna, och föräldravården kommer sannolik att utvecklas när fördelarna överstiger kostnaderna.
Askungseffekten (the cinderella effect) är en påstådd hög förekomst av att styvbarn blir utatta för fysiska, känslomässiga eller sexuella övergrepp, eller blir försummade, mördade eller på annat sätt misshandlade av sina styvföräldrar i betydligt högre grad  än deras genetiska motsvarighet. Den har fått sitt namn efter sagofiguren askungen, som  blev grymt misshandlad av sin styvmor och styvsystrar. Daly och Wilson (1996) noterade:
”Evolutionärt tänkande ledde till upptäckten av den viktigaste riskfaktorn för barnmord – närvaron av en styvförälder. Föräldrarnas ansträngningar och investeringar är värdefulla resurser, och naturligt urval gynnar de föräldrars psyken som allokerar ansträngningar effektivt till att främja sin egen inkluderande fitness (gens eye evolution). De adaptiva problem som utmanar föräldrarnas beslut inkluderar både korrekt identifiering av avkomman och allokering av ens resurser, bland dem lyhördhet för deras behov och förmåga att omvandla föräldrarnas investering till ökning av fitness. Styvbarn var sällan eller aldrig så värdefulla för ens förväntade fitness som den egna avkomman skulle vara, och de föräldrar som drogs till att hjälpa vilken unge som helst (i ett primitivt scenario under evolutionen) måste ha ådragit sig en selektiv nackdel” (Daly & Wilson, 1996).
De konstaterade dock att inte alla styvföräldrar kommer att ”vilja” misshandla sin partners barn och att genetiskt föräldraskap inte är någon försäkring mot övergrepp. De ser styvföräldravården som primärt en ”parningsansträngning” (mating effort) gentemot den genetiska föräldern.

### Familj och släkt
Inkluderande fitness är summan av en organisms klassiska fitness (hur många av sin egen avkomma den producerar och försörjer) och antalet ekvivalenter av sin egen avkomma den kan lägga till populationen genom att stödja andra. Den första komponenten kallas klassisk fitness av Hamilton (1964).
Ur genens perspektiv beror evolutionär framgång i slutändan på att man lämnar bakom sig det maximala antalet kopior av sig själv i befolkningen. Fram till 1964 trodde man allmänt att gener endast uppnådde detta genom att få individen att lämna det maximala antalet livskraftiga avkommor. Men 1964 bevisade W.D. Hamilton matematiskt att, eftersom nära släktingar till en organism delar några identiska gener, kan en gen också öka sin evolutionära framgång genom att främja reproduktionen och överlevnaden av dessa besläktade eller på annat sätt liknande individer. Hamilton drog slutsatsen att detta leder till att naturligt urval gynnar organismer som skulle bete sig på ett sätt som maximerar deras inkluderande fitness. Det är också sant att naturligt urval gynnar beteende som maximerar personlig fitness.
Hamiltons regel beskriver matematiskt hur en gen för altruistiskt beteende kommer att spridas i en population eller inte:
rb > c
Där
c är reproduktionskostnaden för altruismen
b är den reproduktiva fördelen för mottagaren av det altruistiska beteendet
c är sannolikheten över populationsgenomsnittet för individer som delar en altruistisk gen – vanligen sett som ”grad av släktskap”
Konceptet tjänar till att förklara hur naturligt urval kan upprätthålla altruism. Om det finns en ”altruismgen” (eller ett komplex av gener) som påverkar en organisms beteende för att vara hjälpsam och skyddande för släktingar och deras avkomma, ökar detta beteende också andelen av altruismgenen i befolkningen, eftersom släktingar sannolikt delar gener med den som är altruistisk på grund av gemensam härkomst. Altruister kan också ha något sätt att känna igen altruistiskt beteende hos obesläktade individer ock vara benägna att stödja dem. Som Dawkins påpekar i ”The selfish Gene (kapitel 6) och ”the extended phenotype, måste detta särskiljas från the green-beard effect (se engelska Wikipedia).
Även om människor generellt sett tenderar att vara mer altruistiska mot sina anhöriga än mot icke-släktingar, har de relevanta närliggande mekanismerna som förmedlar detta samarbete diskuterats. Det finnss vissa som hävdar att anhörigstatus bestäms främst via sociala och kulturella faktorer (som co-residance, maternal association of siblings etc), medan andra hävdar att släktigenkännande också kan förmedlas av biologiska faktorer som ansiktslikhet och immunogenetisk likhet med stora histokompatibilitetskomplexet (MHC). Se Lieberman, Tooby och Cosmides (2007) för en diskussion om interaktionen mellan dessa sociala och biologiska faktorer för släktigenkänning.
Oavsett de proximativa mekanismerna för släktigenkänning finns det betydande bevis för att människor i allmänhet agerar altruistiskt gentemot nära genetiska släktingar jämfört med genetiska icke-släktingar.

### Interaktion med icke-släktingar/ ömsesidighet (reciprocity)
Även om interaktioner med icke-släktingar i allmänhet är mindre altruistiska jämfört med interaktioner med anhöriga, kan samarbete upprätthållas med icke-släktingar via ömsesidigt fördelaktig ömsesidighet (mutually beneficial reciprocity) som föreslogs av Robert Trivers (1971). Om det finns upprepade möten mellan samma två spelare i ett evolutionärt spel där var och en av dem kan välja att antingen ”samarbeta” eller ”bedra”, så kan en strategi för ömsesidigt samarbete gynnas även om det lönar sig för varje spelare på kort sikt, att hoppa bedra när den andra samarbetar. Direkt ömsesidighet kan leda till utveckling av samarbete endast om sannolikheten, ”w”, för ett annat möte mellan samma två individer överstiger kostnads-nyttoförhållandet (cost-to-benefit ratio) för den altruistiska handlingen:
w > c/b
Ömsesidighet kan också vara indirekt om information rörande tidigare interaktioner delas. Rykten tillåter utveckling av samarbete genom indirekt ömsesidighet. Naturligt urval gynnar strategier som baserar beslutet att hjälpa på mottagarens rykte: studier visar att människor som är mer hjälpsamma är mer benägna att få hjälp. Beräkningarna av ömsesidighet är komplicerade och endast en liten bråkdel av detta har avslöjats, men återigen har en enkel regel dykt upp. indirekt ömsesidighet kan bara främja samarbete om sannolikheten, ”q” för att känna till någons rykte överstiger kostnads-nyttoförhållandet för den altruistiska handlingen:
q > c/b
Ett viktigt problem med denna förklaring är att individer eventuellt kan utveckla förmågan att dölja sitt rykte, vilket minskar sannolikheten, ”q”, att det kommer bli känt.
Trivers hävdar att vänskap och olika sociala känslor utvecklades för att hantera ömsesidighet. Att tycka om eller att ogilla någon har enligt Trivers utvecklats för att hjälpa våra förfäder att bilda koalitioner med andra som var ömsesidigt hjälpsamma och utesluta dem som inte var det. Moralisk indignation kan ha utvecklats för att förhindra att ens altruism utnyttjas av fuskare, och tacksamhet kan ha motiverat våra förfäder att återgälda på lämpligt sätt efter att ha dragit nytta av andras altruism. Likaså känner dagens människor skuld när de misslyckas med att återgälda. Dessa sociala motiv matchar vad evolutionära psykologer förväntas se i adaptioner som utvecklats för att maximera fördelarna och minimera nackdelarna med ömsesidighet.
Evolutionspsykologer anser att människor har psykologiska adaptioner som utvecklats specifikt för att hjälpa oss att identifiera icke-ömsesidiga personer (nonreciprocators), vanligen kallade ”fuskare”. År 1993 fann Robert Frank och hans medarbetare att deltagare i ett fångarnas dilemma-scenario ofta kunde förutsäga om deras partner skulle fuska baserat på en halvtimmes ostrukturerad social interaktion. I ett experiment från 1996 fann Linda Mealey och hennes kollegor till exempel att människor var bättre på att komma ihåg andras ansikten när de var förknippade med berättelser om individerna som fuskare.

### Stark ömsesidighet (Strong reciprocity or ”tribal reciprocity”)
Människor kan ha en uppsättning av psykologiska adaptioner som predisponerar dem för att i vissa situationer vara mer samarbetsvilliga än vad som vanligtvis förväntas för medlemmar av en tribal in-grupp, och mer fientlig mot medlemmar av en tribal out-group. Dessa adaptioner kan ha varit en konsekvens av stamkrigföring. Då krig och konflikt mellan grupper har varit en central del av människans miljö för evolutionär adaption antar evolutionspsykologin att dessa adaptioner finns. Wrangham och Glowacki (2012) fann till exempel tydliga likheter i hur krigföring bedrivs genom jämförande  av hur schimpanser och mänskliga jägare-samlare: hanar skapade koalitioner med syfta att attackera andra grupper ofta med dödlig utgång, territoriala konflikter med andra grupper för att försvara sitt territorium eller utvidga det, smygattacker som att göra skada på outgroups med en låg risk, och ”costly signaling” där individer deltar för att öka sin status och respekt i gruppen.               
Människor kan också ha anlag för altruistisk bestraffning (”altruistic punishment”) – att straffa medlemmar i gruppen som bryter mot reglerna i gruppen, även när detta altruistiska beteende inte kan motiveras i termer av att hjälpa dem de är släkt med (kin selection), att samarbeta med dem som de kommer att interagera med igen (direct reciprocity), eller samarbeta för att förbättra sitt rykte hos andra (indirect reciprocity). Neurologiska experiment av De Quervain et al (2004) visade att områden i hjärnan kopplade till belöning aktiverades då människor straffade andra som de upplevde vara ”fuskare”.

## Evolutionär psykologi och kultur
Även om evolutionär psykologi traditionellt fokuserat på beteenden på individnivå, bestämt arttypiska psykologiska adaptioner, har avsevärt arbete gjorts på hur dessa adaptioner formar och i slutändan styr kulturen. Tooby och Cosmides (1989) menade att sinnet består av många domänspecifika psykologiska adaptioner, av vilka några kan begränsa vilket kulturellt material som lärs ut.i motsats till ett domängenerellt kulturellt (mentalt) förvärvsprogram, där en individ passivt tar emot kulturellt överfört material från gruppen, hävdar bland annat Tooby och Cosmides (1989) att:
”psyket utvecklades för att generera adaptivt snarare än repetitivt beteende, och analyserar därför kritiskt beteenden hos dem som omger det på mycket strukturerade och mönstrade sätt, för att användas som en rik (men inte på något sätt den enda) informationskällan för att konstruera en ”privat kultur” eller ett individuellt anpassat adaptivt system; Följaktligen kan detta system spegla andras beteende i någon givet avseende eller inte.” (Tooby and Cosmides 1989)
Biologiska förklaringar av mänsklig kultur förde också kritik mot evolutionär psykologi: Evolutionspsykologer ser det mänskliga psyket och fysiologin som en genetisk produkt och antar att gener innehåller informationen för utveckling och kontroll av organismen och att denna information överförs från en generation till den nästa via gener. Evolutionspsykologer ser därmed fysiska och psykologiska egenskaper hos människor som genetiskt programmerade. Även då evolutionära psykologer erkänner miljöns inflytande på mänsklig utveckling, förstår de miljön endast som en aktivator eller utlösare för de programmerade utvecklingsinstruktionerna kodade i gener.
Evolutionspsykologer tror till exempel att den mänskliga hjärnan är uppbyggd av medfödda moduler, som var och en är specialiserad endast för mycket specifika uppgifter, t.ex en ångestmodul. Enligt evolutionspsykologer ger dessa moduler innan organismen faktiskt utvecklats och aktiveras sedan av någon miljöhändelse. Kritiker invänder att denna uppfattning är reduktionistisk och att kognitiv specialisering endast kommer till stånd genom interaktion mellan människor och sin verkliga miljö, snarare än miljön hos avlägsna förfäder. Tvärvetenskapliga tillvägagångssätt strävar i allt högre grad efter att förmedla mellan dessa motsatta synpunkter och att framhäva att biologiska och kulturella orsaker inte behöver vara antitetiska när det gäller att förklara mänskligt beteende och till och med komplexa kulturella prestationer.

### Två exempel för hur evolutionär psykologi kan förklara kultur
Ett exempel på hur evolutionspsykologer kan förklara kultur är exemplet med matpreferenser. Under hela mänsklighetens historia behövde våra förfäder identifiera vilka livsmedel som var säkra att äta och vilka som var potentiellt skadliga. Förmågan att skilja mellan dessa alternativ var avgörande för överlevnaden, och individer som effektivt kunde analysera och anpassa sig till sin miljö hade en bättre chans att föra sina gener vidare. 
I detta sammanhang är den "privata kulturen" individens förmåga att lära av andras beteenden i sitt samhälle samtidigt som den anpassar sig till sina specifika omständigheter. Till exempel kan en person observera andra i sin grupp som konsumerar en viss typ av frukt och undviker en annan. Genom att observera detta mönster kan individen dra slutsatsen att den föredragna frukten är säker att äta och den andra inte. Men den här personen kan också ha personliga erfarenheter som formar deras preferenser, såsom en allergi eller ett positivt möte med en tidigare undviken mat. Detta skulle leda till skapandet av en "privat kultur" eller individuellt anpassat adaptivt system som kan skilja sig från gruppens allmänna praxis.

#### Ursprungsbefolkningen på Trobriandöarna
Ett annat exempel som stödjer den evolutionära psykologiska synen på kultur kan ses i kularingsystemet, det bytessystem som praktiseras av Trobriands invånare i södra Stilla havet. Kularingsystemet en är ett komplext system för ceremoniellt gåvoutbyte som involverar handel med värdefulla föremål, såsom skalhalsband och armband, bland ett nätverk av öar.
Det evolutionära psykologiska perspektivet skulle hävda att systemet uppstod eftersom det gav adaptiva fördelar för de deltagande individerna och grupperna. Genom att delta i detta gåvoutbyte kunde Trobriands invånare etablera och upprätthålla sociala relationer, bilda allianser och visa sin sociala status. Dessa interaktioner ökade samarbetet, minskade konflikter och underlättade delning av resurser, vilket i slutändan främjade överlevnad och reproduktion av individer inom dessa grupper. 
I det här exemplet kan kulturen för hela gruppen (eller stammen) ses som ett adaptivt system som uppstod för att lösa specifika sociala och ekologiska utmaningar som Trobriands invånare ställs inför. Bytessystemet har utvecklats över tiden för att passa de specifika behoven i denna gemenskap, och är ett exempel på hur kultur kan formas av principerna för evolutionär psykologi.

## Delområden inom psykologi

### Utvecklingspsykologi
Evolutionär utvecklingspsykologi (EDP) är ett forskningsparadigm som tillämpar de grundläggande principerna för evolution genom naturligt urval, för att förstå utvecklingen av mänskligt beteende och kognition. Detta involverar studier av både de genetiska och miljömässiga mekanismerna som ligger till grund för utvecklingen av sociala och kognitiva kompetenser, såväl som de epigenetiska processer som anpassar dessa kompetenser till lokala förhållanden.
De viktigaste för principerna för evolutionär utvecklingspsykologi är:
1. Evolutionärt ursprung: EDP antar att mänskligt beteende och kognition har formats av naturligt urval under miljontals år av evolution. Det syftar till att identifiera de adaptiva funktionerna hos psykologiska egenskaper, som har gått fört fram genom det naturliga urvalet
2. Interaktion mellan gener och miljö: EDP antar att mänskligt beteende är resultatet av komplexa interaktioner mellan genetiskt anlag och miljö. Den studerar hur dessa interaktioner bidrar till utvecklingen av psykologiska egenskaper under en individs livslängd
3. Medfödda predispositioner: EDP hävdar att människor föds med vissa kognitiva och emotionella anlag, som har utvecklats för att hjälpa dem att lösa specifika adaptiva problem. Dessa anlag är inte fixerade utan interagerar med omgivningen för att producera olika beteenderesultat
4. Känsliga perioder: EDP hävdar att det finns vissa kritiska eller känsliga perioder i utvecklingen när vissa upplevelser har en större inverkan på en individs psykologiska utveckling. Dessa perioder kan ha utvecklats för att de optimerar individens förmåga att anpassa sig till specifika miljöutmaningar
5. Domänspecifika inlärningsmekanismer: EDP föreslår att människor har specialiserade kognitiva mekanismer som har utvecklats för att bearbeta specifika typer av information.

Enligt Paul Baltes minskar fördelarna med evolutionärt urval med åldern. Naturligt urval har inte eliminerat flera skadliga tillstånd och icke-adaptiva egenskaper som förekommer bland äldre vuxna, såsom Alzheimers. Om det var en sjukdom som dödade 20-åringar istället för 70-åringar kan detta ha varit en sjukdom som naturligt urval kunde ha eliminerat för evigheter sedan. Således utan hjälp av evolutionära påtryckningar mot icke-adaptiva förhållanden, lider moderna människor av åldrandets värt, smärta och svagheter och eftersom fördelarna med evolutionärt urval minskar med åldern, ökar behovet av moderna teknologiska medier mot icke-adaptiva förhållanden.

### Socialpsykologi
Eftersom människor är en mycket social art finns det många adaptiva problem förknippade med att navigera i den sociala världen (t.ex. att upprätthålla alliderade, hantera statushierarkier, integrera med utgruppsmedlemmar, koordinera sociala aktiviteter, kollektivt beslutsfattande). Forskare inom det framväxande området evolutionär socialpsykologi har gjort många upptäckter som hänfört sig till ämnen som traditionellt studerats av socialpsykologer. Inklusive personuppfattning, social kognition, attityder, altruism, känslor, gruppdynamik, ledarskap, motivation, fördomar, intergruppsrelationer och tvärkulturella skillnader.
När man strävar efter att lösa ett problem visar människor i tidig ålder beslutsamhet medan schimpanser inte har något jämförbart ansiktsuttryck. Forskare misstänker att det mänskliga uttrycket har utvecklats på grund av att när en människa bestämt arbetar med ett problem kommer andra människor ofta och hjälper till.

### Onormal/ Abnormal psykologi
Adaptionistiska hypoteser angående etiologin av psykologiska störningar är ofta baserade på analogier mellan fysiologiska och psykologiska dysfunktioner, som noteras i tabellen nedan. Framstående teoretiker och evolutionspsykiatriker inkluderar Michael T. McGuire, Anthony Stevens och Randolph M. Nesse. De tre, med fler, antyder att psykiska störningar beror på de interaktiva effekterna av både gener och miljö (”nature and nurture”), och ofta har flera bidragande orsaker.
| Orsaksmekanism för misslyckande eller felfunktion av anpassning | Fysiologiskt exempel                                                                               | Hypotesiskt psykologiskt exempel |
| --------------------------------------------------------------- | -------------------------------------------------------------------------------------------------- | --- |
| Fungerande anpassning (adaptivt försvar)                        | Feber/kräkningar (funktionella svar på infektion eller intag av toxiner)                           | Mild depression eller ångest (funktionella svar på mild förlust eller stress / minskning av sociala interaktioner för att förhindra infektion av smittsamma patogener)              |
| Biprodukt av adaptioner                                         | Tarmgas (biprodukt från rötning av fiber)                                                          | Sexuella fetischer (?) (möjlig biprodukt av normala sexuella upphetsningsanpassningar som har "präglats" på ovanliga föremål eller situationer)                                     |
| Adaptioner med flera effekter                                   | Sicklecellssjukdom (gen som ger malariaresistens, i homozygot form, orsakar sicklecellanemi)       | Schizofreni eller bipolär sjukdom (kan vara biverkningar av anpassningar för höga nivåer av kreativitet, kanske beroende av alternativa utvecklingsbanor)                           |
| Felaktig Adaptioner                                             | Allergier (överreaktiva immunologiska svar)                                                        | Autism (möjlig funktionsfel i modulen teori om sinne) |
| Frekvensberoende morfer                                         | De två könen / Olika blod- och immunsystemtyper                                                    | Personlighetsstörningar (kan representera alternativa beteendestrategier möjligen beroende på dess förekomst i befolkningen)                                                        |
| Missmatch mellan förfäders och nuvarande miljöer                | Typ 2-diabetes (kan vara relaterat till överflöd av sockerhaltiga livsmedel i den moderna världen) | Mer frekvent modern interaktion med främlingar (jämfört med familj och nära vänner) kan predisponera större förekomst av depression och ångest                                      |
| Svansar av normalfördelning (klockkurva)                        | Dvärgväxt eller gigantism                                                                          | Extremiteter av fördelningen av kognitiva och personlighetsdrag (t.ex. extremt introversion och extraversion, eller intellektuell begåvning och intellektuell funktionsnedsättning) |

Evolutionspsykologer har föreslagit att schizofreni och bipolär sjukdom kan återspegla en bieffekt av gener med fitnessfördelar, såsom ökad kreativitet. Vissa individer med bipolär sjukdom är särskilt kreativa under sina maniska faser och nära släktingar till personer med schizofreni har visat sig vara med benägna att ha kreativa yrken. En rapport från 1994 från American Psychiatry Association fann ungefär samma frekvens av personer med schizofreni i västerländska och icke-västerländska kulturer, och i industrialiserade och pastorala samhällen, vilket tyder på att schizofreni inte är en civilisationssjukdom eller en godtycklig social uppfinning utan en bieffekt av en stabil egenskap som bevisligen klarar det naturliga urvalet.
Sociopati kan representera en evolutionärt stabil strategi, genom vilken ett litet antal människor vid fuskar på sociala kontrakt gynnas i ett samhälle som mestadels består av icke-sociopater. Mild depression kan vara ett adaptivt svar för att dra sig tillbaka från, och omvärdera, situationer som har lett till ofördelaktiga resultat (the analytical rumination hypothesis) (se (eng wikipedia ”Evolutionary approaches to depression).
En del av dessa spekulationer har ännu inte utvecklats till helt testbara hypoteser, och det krävs en hel del forskning för att bekräfta deras giltighet.

### Antisocialt och kriminellt beteende
Evolutionär psykologi har blivit applicerat för att förklara brott och andra typer av omoraliskt beteende som adaptivt eller relaterat till adaptivt beteende. Män är generellt mer aggressiva än kvinnor, som är mer selektiva i sitt val av partners på grund av deras betydligt högre investering i att producera avkomma. Att män är mer aggressiva antas bero på ett de på grund av att vara det mindre investerande könet hamnar i en mer intensiv konkurrens med varandra. Det kan ha varit evolutionärt fördelaktigt att ägna sig åt mycket riskfyllt och våldsamt aggressivt beteende för att öka sin status och därmed sin reproduktiva framgång. Detta kan förklara varför män i allmänhet är inblandade i fler brott, och varför män av låg status samt ogifta män är mer förknippade med kriminalitet. Dessutom hävdas konkurrensen om kvinnor att ha varit särskilt intensiv i sena tonåren och ung vuxen ålder, vilket ses som en förklaring till att brottsligheten är särskilt hög under denna period.
Sociologen Lee Ellis i hans (Evolutionary neuroandrogenic theory) ENA, hävdar att olika exponering av androgener är anledningen till kriminellt beteende. Ramverket försöker förstå könsskillnader i mänskligt beteende och deras evolutionära grund. ENA-teorin hävdar att könsskillnader i beteende har utvecklats som ett resultat av olika urvalstryck för män och kvinnor. Dessa skillnader tros ha format uttrycket och funktionen av androgener i hjärnan, vilket i sin tur påverkar beteenden såsom aggression, risktagande och vilja att tävla. Teorin betonar androgenernas roll som förmedlare av dessa beteendeskillnader, och kopplar utvecklingen av könsspecifika beteenden till de hormoner som reglerar dem.
Nyckelaspekter:
1.    Evolutionärt tryck: hanar och honor har mött olika urvalstryck genom evolutionen, vilket har lett till utvecklingen av könsspecifika beteenden. Till exempel antas män ha mött större konkurrens om partners och resurser, vilket leder till utveckling av ökad aggression och risktagande.
2.    Androgenexponering: Variationer av androgennivåer, särskilt testosteron, under prenatal utveckling och senare i livet tros påverka uttrycket av könsspecifika beteenden.
Många konflikter som leder till skada och död involverar status, rykte och till synes triviala förolämpningar. Steven Pinker hävdar i sin book The better angels of our nature att i icke-statliga samhällen utan polis var det mycket viktigt att ha en trovärdig avskräckning mot aggrssion. Därför var det viktigt att uppfattas som att ha ett trovärdigt rykte för vedergällning, vilket resulterade i att människor utvecklade hämndinstinkter att skydda ryktet (hedern). Pinker hävdar att utvecklingen av staten och polisen dramatiskt har minskat våldsnivåerna jämfört med förfädernas miljö. Om statens våldsmonopol slutar att fungera, vilket kan vara lokalt i en stats fattiga områden, organiserar sig människor igen i grupper för skydd och aggression. Koncept som våldsam hämnd och upprätthållande av heder blir återigen väldigt viktigt.

### Evolutionspsykologin för religion
Religionens evolutionära psykologi är studiet av religiös tro med hjälp av evolutionära psykologiska mekanismer. Forskare hålle i allmänhet med om tanken på att benägenhet att engagera sig i religiöst beteende utvecklades tidigt i mänskligheten historia. Det rådet dock oenighet om de exakta mekanismerna som drev utvecklingen av det religiösa sinnet.
Det finns två skolor. Den ena är att religionen själv utvecklades på grund av naturligt urval och är en adaption, i vilket fall religionen gav någon form av evolutionär fördel. Den andra är att religiösa övertygelser och beteenden, såsom konceptet med en protogud, kan ha uppstått som en biprodukt av andra adaptiva egenskaper utan att först väljas ut på grund av sina egna fördelar. Ett tredje förslag är att olika aspekter av religion kräver olika evolutionära förklaringar men också att olika evolutionära förklaringar kan gälla flera aspekter av religion.
Religiöst beteende innebär ofta betydande kostnader – inklusive ekonomiska kostnader, celibat, farliga ritualer eller att spendera tid som skulle kunna användas på annat sätt. Detta skulle tyda på att naturligt urval bör agera mot att religiöst beteende skulle utvecklas såvida det inte det eller andra förklaringar gör att religiöst beteende har betydande fördelar.

#### Religion som en adaption
Ytterligare information (engelska Wikipedia): ”Psychological adaption”, ”handicap principle”, ”Signalling theory”
Richard Sosis och Candace Alcorta har granskat flera av de framstående teorierna för religionens adaptiva värde. Många är ”sociala solidaritetsteorier”, som anser att religion har utvecklats för att förbättra samarbete och sammanhållning inom grupper. Gruppmedlemskap ger i sin tur fördelar som kan öka en individs chanser till överlevnad och reproduktion. Dessa fördelar sträcker sig från samordningsfördelar till att underlägga kostsamma beteenderegler.
Sosis undersökte också 200 utopiska kommuner i 1800-talets USA, både religiösa och sekulära (mestadels socialistiska). 39 % av de religiösa kommunerna fungerade fortfarande 20 år efter grundandet medan endast 6 % av de sekulära kommunerna gjorde det. Antalet kostsamma uppoffringar som en religiös kommun krävde av sina medlemmar hade en linjär effekt på dess livslängd, medan kraven på kostsamma uppoffringar i sekulära kommuner inte korrelerade med livslängden och majoriteten av de sekulära kommunerna misslyckades inom 8 år. Sosis citerar antropologen Roy Rappaport för att hävda att rigualer och lagar är mer effektiva när de sekraliseras. Socialpsykologen Jonathan Haidit citerar Sosis forskning i sin bok The righteous mind (2012) som det bästa beviset på att religion är en adaptiv lösning på ”the free-rider problem” genom att möjliggöra samarbete utan släktskap. Evolutionsmedicinforskaren Randolph M. Nesse och den teoretiska biologen Mary Jane West-Eberhard har istället hävdat att eftersom människor med altruistiska tendenser föredras som sociala parter får de fitnessfördelar genom socialt urval, med Nesse som vidare argumenterar att sociala urval möjliggjorde människor som en art att bli utomordentligt samarbetsvilliga och kapabla till att skapa kultur.
Edward O. Wilsons teori om ”eusocialitet” (eusociality) pekar starkt på gruppsammanhållning som drivkraften för religionens utveckling. Wilson hävdar att individerna av en liten andel arter (inklusive Homo sapiens, myror, termir, bin och några fler) replikerar sina gener genom att ansluta sig till en av ett antal konkurrerande grupper. Han postulerar vidare att det hos Homo sapiens tack vare deras stora frontallob, utvecklade ett komplext samspel mellan grupputveckling och individuell utveckling inom en grupp.
Dessa sociala solidaritetsteorier kan hjälpa till att förklara den smärtsamma eller farliga naturen hos många religiösa ritualer. Teori om kostsam signalering tyder på att sådana ritualer kan fungera som offentliga och ”hard-to-fake” signaler om att en individs engagemang för en grupp är uppriktig. Eftersom det skulle vara en avsevärd fördel med att försöka lura systemet – att dra fördel av grupplivsförmåner utan att ta på sig några eventuella kostnader – skulle ritualen inte vara något enkelt som kan tas lätt på. Krigföring är ett bra exempel på en grupplevnadskostnad, och Richard Sosis, Howard C. Kresso ch James S. Boster genomförde en tvärkulturell undersökning som visade att män i samhällen som engagerar sig i krig underkastar sig de dyraste ritualerna.
Studier som visar mer direkta positiva samband mellan religiös utövning och hälsa och livslängd är mer kontroversiella. Harold G. KOenig och Harvey J. Cohen sammanfattade och bedömde resultaten av 100 evidensbaserade studier som systematiskt undersökte sambandet mellan religion och mänskligt välbefinnande, och fan att 79% visade ett positivt inflytande. En annan studie av Gail Ironson visade att tro på gud och en stark känsla av andlighet korrelerar med en lägre grad av infektion och förbättrade immuncellsnivåer hos HIV-patienter. Men en debatt pågår fortfarande och korrelationsfynden visar nödvändigtvis inte en direkt kausalitetssamband mellan religion och hälsa. Mark Stibich hävdar att det finns en tydlig korrelation men att orsaken till det fortfarande är oklar. En kritik mot sådana placeboeffekter, såväl som fördelen med att religion ger en känsla av mening, är att det verkar troligt att mindre komplexa mekanismer än religiöst beteende skulle uppnå sådana mål.

#### Religion som en biprodukt
Stephen Jay Gould nämner religion som ett exempel på en expatation eller spandrel, men han väjer inte själv en bestämd egenskap som han tror att det naturliga urvalet faktiskt har agerat på. Han tar dock upp Freuds förslag att våra stora hjärnor, som utvecklats av andra skäl, ledde till medvetande. Medvetandets början tvingade människor att ta itu med begreppet personlig dödlighet. Religion kan ha varit en lösning på detta problem.
Andra forskare har föreslagit specifika psykologiska processer som naturligt urval kan ha främjat vid sidan av religionen. Sådana mekanismer kan inkludera förmågan att sluta sig vid närvaron av organismer som kan göra skada (agentdetektering), förmågan att komma med orsaksberättelser för naturhändelser (etiologi) och förmågan att känna igen att andra människor har sina egna sinnen med sina egna övertygelser och avsikter (theory of mind). Dessa tre anpassningar (bland andra) tillåter människor att föreställa sig målmedvetna agenter bakom många observationer som inte lätt kunde förklaras på annat sätt, t.ex. åska, blixtar, planeternas rörelser, livets komplexitet.
Pascal Boyer föreslår i sin bok Religion Explained (2001) att det inte finns någon enkel förklaring till religiöst medvetande. Han bygger på idéerna från de kognitiva antropologerna Dan Sperber och Scott Atran, som hävdade att religiös kognition representerar en biprodukt av olika evolutionära adaptioner, inklusive folkpsykologi. Han menar att en sådan faktor är att det i de flesta fall har varit fördelaktigt för människor att komma ihåg ”minimalt kontraintuitiva” begrepp som skiljer sig något från den dagliga rutinen och som bryter mot medfödda förväntningar om hur världen är uppbyggd. En gud som i många aspekter är som en människa men mycket mer kraftfull är ett sådant koncept, medan den ofta mycket mer abstrakta guden som diskuteras utförligt av teologer ofta är för kontraintuitiv. Experiment stödjer att religiösa människor tänker på sin gud i antropomorfa termer även om detta strider mot de mer komplexa teologiska doktrinerna i deras religion.
Pierre Leinard och Pascal Boyer föreslår att människor utvecklat ett ”hazard-precaution system” som gjorde det möjligt för dem att upptäcka potentiella hot i miljön och försöka reagera på lämpligt sätt. Flera drag av rituella beteenden, ofta ett viktigt inslag i religion, anses utlösa detta system. Dessa inkluderar tillfället för ritualen (ofta förebyggande eller eliminering av fara eller ondska), den skada som tros vara resultatet av att ritualen inte utförs och de detaljerade anvisningarna för korrekt genomförande av ritualen. Leinard och Boyer diskuterar möjligheten att ett känsligt ”hazard-precaution system” i sig kan ha gett fitnessfördelar, och att religionen sedan ”associerar individuell, ohanterlig ångest med att samordna handlingar med andra och därigenom göra dem mer hanterbara och meningsfulla.
Justin L. Barret i Why Would nyone Believe in God? (2004) föreslår att tron på grud är naturlig eftersom den beror på mentala verktyg som alla människor besitter. Han föreslår att strukturen och utvecklingen av mänskliga sinnen gör tron på existensen av en gud (med egenskaper som att vara allvetande, allmäktig och odödlig), mycket attraktiv. Han jämför också tro på Gud med tro på andra sinnen, och ägnar ett kapitel åt att titta på ateismens evolutionära psykologi. Han föreslår att en av de grundläggande mentala modulerna i hjärnan är ”Hyperactive Agency Detection Device” (HADD), ett annat potentiellt system för att identifiera fara. HADD kan ge en överlevnadsfördel även om den är överkänslig: det är bättre att undvika ett inbillat rovdjur än att bli dödad av ett på riktigt. Detta skulle tendera att uppmuntra tro på fantiserade saker såsom spöken och andar.
Även om hominider antagligen började använda sin framväxande kognitiva förmåga för att tillgodose grundläggande behov som näring och parning, hävdar Terror management theory att detta hände innan de hade nått den punkt där betydande självmedenhet uppstod. Medvetenhet om döden blev en mycket störande biprodukt av tidigare adaptiova funktioner. Den resulterande ångesten hotade att undergräva just dessa funktioner och behövde därför hanteras. Varje social formation eller praxis som skulle accepteras allmänt av massorna behövde tillhandahålla ett sätt att hantera sådan terror. den huvudsakliga strategin för att göra det var att ”bli en individ av värde i en värld av mening” och att ”förvärva självkänsla via skapade och upprätthållande av en kultur”, eftersom detta skulle motverka känslan av obetydlighet som representerades av döden. Samt ge: 1) symbolisk odödlighet genom arvet från kultur som lever vidare bortom det fysiska jaget (jordisk betydelse), och 2)bokstavlig odödlighet, löftet om ett liv efter detta eller fortsatt existens som förekommer religioner (kosmisk betydelse).

#### Religion som ett ”Meme”
Richard Dawkins föreslår i The Selfish Gene (1976) att kulturella memes fungerar som gener genom att de är föremål för naturligt urval. I The God Delusion (2006) hänvar Dawkins vidare att eftersom religiösa sanningar inte kan ifrågasättas, uppmuntrar deras natur att de sprider sig som ”mentala virus”. I en sådan uppfattning är det nödvändigt att de individer som inte kan ifrågasätta sin tro är mer biologiskt fit än de individer som är kapabla att ifrågasätta sin tro. Således kunde man dra slutsatsen att heliga skrifter eller muntliga traditioner skapade ett beteendemönster som höjde den biologiska lämpligheten för troende individer. Individer som var kapabla att utmana sådana föreställningar, även om trosuppfattningarna var oberhört osannolika, blev sällsyntare och sällsyntare i befolkningen. (se eng Wikipedia: ”denialism”)
Denna modell hävdar att religion är en biprodukt av de kognitiva modulerna i den mänskliga hjärnan som uppstod i det evolutionära förflutna för att hantera problem med överlevnad och reproduktion. Initiala begrepp om övernaturliga medel kan uppstå i människors tendens att ”överupptäcka” närvaron av andra människor eller rovdjur (till exempel: att tillfälligt missta en pinne för en orm). Till exempel kan en man rapportera att han kände någon smyga sig på, men det försvann när han såg sig omkring.
Berättelser om dessa upplevelser kommer särskilt sannolikt att återberättas, föras vidare och försköna på grund av deras beskrivningar av standardontologiska kategorier (person, artefakt, djur, växt, naturligt objekt) med kontraintuitiva egenskaper (människor som är osynliga, hus som minns vad som hände dem etc.). Dessa berättelser blir ännu mer framträdande när de åtföljs av aktivering av icke-kränkta förväntningar på den ontologiska kategorin (hus som ”minns” aktiverar vår intuitiva sinnespsykologi; d.v.s. vi tillskriver dem automatiskt tankeprocesser).
Ett av attributen för vår intuitiva sinnespsykologi är att människor är intresserade av andra människors angelägenhet. Detta kan resultera i en tendens för begrepp om övernaturliga agenter att oundvikligen korskoppla med mänskliga intuitiva moraliska känslor (evolutionära beteenderiktlinjer). Dessutom skapar närvaron av döda kroppar ett obekvämt kognitivt tillstånd där drömmar och andra mentala moduler (personifiering och beteendeförutsägelse) fortsätter att köra frikopplat från verkligheten, vilket producerar oförenliga intuitioner att de döda på något sätt fortfarande finns kvar. När detta är kopplat till den mänskliga predispositionen att se olycka som en social händelse (som någons ansvar snarare än ett resultat av mekaniska processer) kan det aktivera den intuitiva modulen ”villighet att göra utbyten” i den mänskliga teorin om sinnen, vilket tvingar de sörjande att försöka integrera och förhandla med övernaturliga medel (ritual).
I en tillräckligt stor grupp kommer vissa individer att verka bättre skickliga på dessa ritualer än andra och kommer att bli specialister. När samhällen växer och möter andra samhällen kommer konkurrens att uppstå och en ”survival of the fittest”-effekt kan få utövarna att modifiera sina koncept för att ge en mer abstrakt, mer allmänt acceptabel version. Så småningom bildar specialistutövarna en sammanhållen grupp eller skrå med åtföljande politiska mål (religion).

### Koalitionspsykologi
Koalitionspsykologi är en approach för att förklara politiska beteenden mellan olika koalitioner och villkorligheten i dessa beteenden, ur ett evolutionärt psykologiskt perspektiv. Detta tillvägagångssätt förutsätter att sedan människor dök upp på jorden har det utvecklats till att leva i grupper istället för att leva som individer för att uppnå fördelar, som fler parningsmöjligheter, säkerhet och ökad status. Människan tänker och handlar naturligt på ett sätt som hanterar gruppdynamik.
Koalitionspsykologi erbjuder falsifierbara ex ante prediktioner genom att ställa fem hypoteser angående hur denna psykologiska adaption fungerar:
1. Människor representerar grupper som en speciell kategori av individer, instabila och ofta kortsiktiga.
2. Politiska entreprenörer manipulerar strategiskt den koalitionsmässiga miljön för att inspirera till kollektiv handling.
3. Relativa vinster dominerar relationen mellan fiender, men absoluta vinster kännetecknar relationer mellan allierade.
4. Koalitionsstorlek och manligt fysisk styrka kommer positivt att förutsäga individuellt stöd för aggressiv utrikespolitik.
5. Individer med barn, särskilt kvinnor, kommer att variera i ett anta aggressiv utrikespolitik än de som är utan avkomma.

## Mottagande och kritik
Kritiker av evolutionär psykologi anklagar den för att främja genetisk determinism, pan-adaptionism (tanken att alla beteenden och anatomiska egenskaper är adaptioner), icke falsifierbara hypoteser, distala eller ultimata förklaringar för beteende när proximativa förklaringar anses bättre, och att det kan gynna illvilliga politiska idéer.

### Etiska implikationer
Kritiker hävdar att evolutionär psykologi kan användas för att rättfärdiga existerande sociala hierarkier och reaktionär politik. Det har också föreslagits av kritiker att evolutionärpsykologers teorier och tolkningar av empiriska data i hög grad bygger på ideologiska antaganden om etnicitet och kön.
I respons till sådan kritik varnar evolutionära psykologer ofta för att begå det naturalistiska felslutet – antagandet att ”det som är naturligt” nödvändigtvis är det moraliskt goda. Evolutionspsykologer menar inte att till exempel aggression är en bra sak bara för att de förklarar det som något naturligt förekommande, tvärt om anser de att man med förståelsen om vad man har att göra med bättre kan hantera och förebygga dessa typer av problem. Men kritikerna återigen anklagar evolutionspsykologerna för att gömma sig bakom det naturalistiska felslutsargumentet för att kväva en legitim nödvändig etisk diskussion angående ämnet.

### Motsägelser i modeller
En del kritik av evolutionär psykologi pekar på motsättningar mellan olika aspekter av adaptiva scenarier som EP ställer. Ett exempel är den evolutionära psykologiska modellen för utökade sociala grupper som selekteras för moderna mänskliga hjärnor. En motsägelse är att den synaptiska funktionen hos moderna mänskliga hjärnor kräver höga mängder av många specifika essentiella näringsämnen. En sådan övergång till högre krav på att samma essentiella näringsämnen delas av alla individer i en population skulle minska möjligheten att bilda stora grupper, på grund av flaskhals-mat med sällsynta essentiella näringsämnen som begränsar gruppstorleken. Det nämns att vissa insekter har samhällen med olika rangordning för varje individ och att apor förblir socialt fungerande efter att större delen av hjärnan tagits bort, som ytterligare argument mot att stora hjärnor främjar socialt nätverkande.
Modellen med hanar som försörjare och beskyddare kritiseras för att det är omöjligt att vara på två ställen samtidigt; hanen kan inte både skydda sin familj hemma och vara ute och jaga samtidigt. I fallet med påståendet att en man som försörjer sin familj kunde köpa skyddstjänster för sin familj av andra män genom att byta mat som han jagat, pekar kritiker på det faktum att den mest värdefulla maten (den som innehöll de mest sällsynta essentiella näringsämnena) är olika i olika ekologier och i vissa geografiska områden och djur i andra. Detta gör det omöjligt för jaktstilar som förlitar sig på fysisk styrka eller risktagande att vara universellt av liknande värde i byteshandel. Istället skulle detta göra det oundvikligt att mat som i vissa delar i Afrika samlats in utan behov av större fysisk styrka skule vara den mest värdefulla att byta mot skydd.
Det pekas även på en motsägelse mellan evolutionspsykologins påstående om att män måste vara mer sexuellt visuella än kvinnor, för att snabbt kunna bedöma kvinnors fruktsamhet än kvinnor behöver för att kunna bedöma mannens gener, liksom dess påstående om manlig sexuell svartsjuka som skyddar mot otrohet. De skulle vara meningslöst för en hane att vara snabb på att bedöma kvinnlig fertilitet om han behövde bedöma risken för att det finns en svartsjuk manlig partner.

### Standardiserade samhällsvetenskapliga modellen (SSSM)
Evolutionspsykologi har intrasslats i de större filosofiska och samhällsvetenskapliga kontroverserna relaterade till debatten om natur kontra näring (nature vs nurture). Evolutionspsykologer kontrasterar vanligtvis evolutionär psykologi med vad de kallar den standardiserade samhällsvetenskapliga modellen (SSSM). De karakteriserar SSSM som ett perspektiv av ”blank slate”, ”relativism”, ”social konstruktivism”, och ”kulturell determinism” som de säger dominerade samhällsvetenskaperna under hela 1900-talet där man antog att sinnet nästan helt formats av kultur.
Kritiker har hävdat att evolutionära psykologer skapade en falsk dikotomi mellan sin egen uppfattning och karikatyren av SSSM. Andra kritiker betraktar SSSM som ett retoriskt redskap eller en straw man och menar att de vetenskapsmän som evolutionära psykologer associerar med SSSM inte trodde att sinne var ett vitt blad utan några naturliga anlag.

### Reduktionism och determinism
Vissa kritiker ser evolutionär psykologi som en form av genetisk reduktionism och genetisk determinism, en vanlig kritik är att evolutionär psykologi inte tar upp komplexiteten i en individuell utveckling och erfarenhet och misslyckas med att förklara geners påverkan på beteenden i individuella fall. Evolutionspsykologer svarar att de arbetar inom ett natur-miljö-interaktionistiskt ramverk (nature-nurture interactionist framework) som antar att många psykologiska adaptioner är fakultativa (mänskliga för miljövariationer under individuell utveckling). Discipninen är i allmänhet inte fokuserad på närliggande analyser av beteende, utan dess fokus är snarare på studiet av distal/ ultimat kausalitet (utvecklingen av psykologiska adaptioner). Området beteendegenetik är fokuserat på studiet av geners proximala inflytande på beteende.

### Prövande av hypoteser
En frekvent kritik är att hypoteserna inom evolutionär psykologi ofta är godtyckliga och svåra eller omöjliga att testa på ett adekvat sätt, vilket ifrågasätter dess status som en faktisk vetenskaplig disciplin, till exempel för att många nuvarande egenskaper förmodligen utvecklats till att fylla andra funktioner än de gör nu. Eftersom det potentiellt kan finnas ett oändligt antal alternativa förklaringar till varför en egenskap har utvecklats, hävdar kritiker att det är omöjligt att fastställa den exakta förklaringen. Även om  evolutionärpsykologiska hypoteser är svåra att testa, hävdar evolutionära psykologer att det inte är omöjligt. En del av kritiken av den vetenskapliga basen för evolutionär psykologi inkluderar en kritik av begreppet Environment of Evolutionary Adaptation (EEA). Vissa kritiker hävdar att forskningen vet så lite om den miljö  där Homo sapiens utvecklades att det blir mycket spekulativt att förklara specifika egenskaper som en adaption till den mijön. Evolutionspsykologer hävdar att de vet många saker om denna miljö, inklusive fakta om att dagens människors förfäder var jägare-samlare, att de i allmänhet levde i små stammar, etc. Edward Hagen hävdar att människans forntida miljöer inte var radikalt annorlunda på samma sätt som karbon- eller juraperioden och att eran av djur- och växttaxa liknade den moderna världens, liksom geologin och ekologin. Hagen hävdar att få skulle förneka att andra organ utvecklades inom EES (till exempel lungor som utvecklades i en syrerik atmosfär) men kritiker ifrågasätter huruvida hjärnans EEA verkligen är kännbar eller inte, vilket han hävdar utgör selektiv skepsis. Hagen hävdar också att den största delen av den  evolutionära psykologiska forskningen baseras på det faktum att kvinnor kan bli gravida och män inte kan det, vilket Hagen observerar också var sant inom EEA.
John Alcock beskriver detta som ”no time machine-argumentet”, eftersom kritiker hävdar att eftersom det inte är möjligt att resa tillbaka i tiden till ESS, så går det inte att avgöra vad som pågick där och därmed vad som vad adaptivt. Alcock hävdar att dagens bevis gör det möjligt för forskare att vara någorlunda säkra på villkoren för EEA och det faktum att så många mänskliga beteenden är adaptiva i den nuvarande miljön är ett bevis för att människors förfäders miljö hade mycket gemensamt med den nuvarande, eftersom dessa beteenden skulle ha utvecklats i våra förfäders miljö. Således drar Alcock slutsatsen att forskare kan göra förutsägelser om egenskapernas adaptiva värde. På liknande sätt hävdar Dominic Murphy att alternativa förklaringar inte bara kan vidarebefordras utan istället behöver sina egna bevis och förutsägelser – om en förklaring gör förutsägelser som de andra inte kan, är det rimligt att lita på den förklaringen. Dessutom hävdar Murphy att andra historiska vetenskaper också gör förutsägelser om moderna fenomen för att komma med förklaringar om tidigare fenomen, till exempel letar kosmologer efter bevis för vad vi skulle förvänta oss att se i nutiden om Big Band var sann, medan geologer gör förutsägelser om moderna fenomen för att avgöra om en asteroid utplånade dinosaurierna. Murphy hävdar att om andra historiska discipliner kan genomföra tester utan en tidsmaskin  så måste kritikerna visa varför evolutionär psykologi inte kan testas, eftersom "metoder bör bedömas över hela linjen", inte ifrågasättas i speciella sammanhang.

### Modularitet i sinnet
Evolutionspsykologer antar i allmänhet att sinnet, liksom kroppen, består av många utvecklade modulära adaptioner. Även om det finns en viss oenighet inom disciplinen angående graden av generell plasticitet, eller ”allmänhet”, för vissa moduler. Det har föreslagits att modularitet utvecklades eftersom det, jämfört med icke-modulära nätveck, skulle ha gett en fördel i form av fitness och eftersom avslutningskostnaderna är lägre.
Däremot hävdar vissa akademiker att det är onödigt att påstå att det finns högt domänspecifika moduler, och föreslår att hjärnans neurala anatomi stödjer en modell baserad på mer allmänna fakulteter och processer inom området. Dessutom härrör empiriskt stöd för den domänspecifika teorin närstan helt från prestanda på variationer av ”wason selection task” vilket är extremt begränsat i omfattning eftersom den bara testar en subtyp av deduktiva resonemang.

### Kulturell snarare än genetisk utveckling av kognitiva verktyg
Psykologen Cecilia Heyes har hävdat att bilden som presenteras av en del evolutionärpsykologi av det mänskliga sinnet som en del samling kognitiva instinkter – tankeorgan formade av genetisk evolution under mycket långa tidsperioder – inte passar forskningsresultat. Hon hävdar istället att människor har kognitiva verktyg – ”tankerogan för speciella ändamål” byggda under utvecklingen genom social interaktion. Liknande kritik artikuleras av Subrena E. Smitch vid University of New Hampshire.

### Svar från evolutionära psykologer
Evolutionspsykologer har vänt sig till många av sina kritiker, till exempel i böcker av Segerstråle (2000), Barkow (2005) och Alcock (2001). Deras motbevisningar syftar på att en del kritik är "halmdockor", baserade på felaktig dikotomi rörande arv / miljö eller på grundläggande missförstånd av disciplinen.
Robert Kurzban föreslog att: ”Critics of the field, when they err, are not slightly missing the mark. Their confusion is deep and profound. It's not like they are marksmen who can't quite hit the center of the target; they're holding the gun backwards.”
Det finns flera som har skrivit specifikt för att avhjälpa grundläggande missuppfattningar.